# Ruprecht-Karls-Universität Heidelberg
Die Ruprecht-Karls-Universität Heidelberg (lateinisch Ruperto Carola) ist eine Universität des Landes Baden-Württemberg in Heidelberg. Sie ist eine der ältesten europäischen Universitäten und die älteste Universität mit durchgehendem Lehrbetrieb in Deutschland.

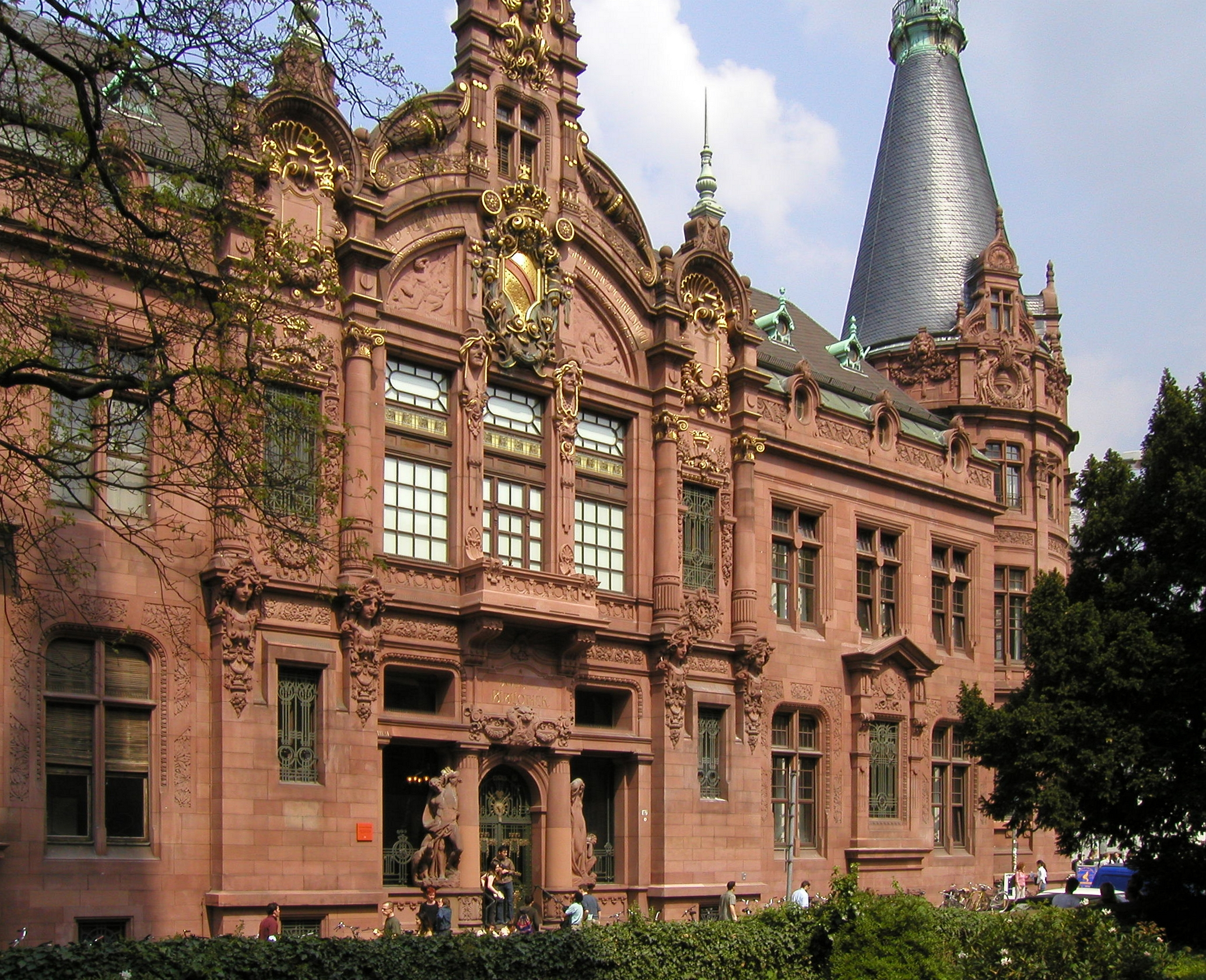
Die Universitätsbibliothek Heidelberg ist die älteste Universitätsbibliothek Deutschlands (2003)

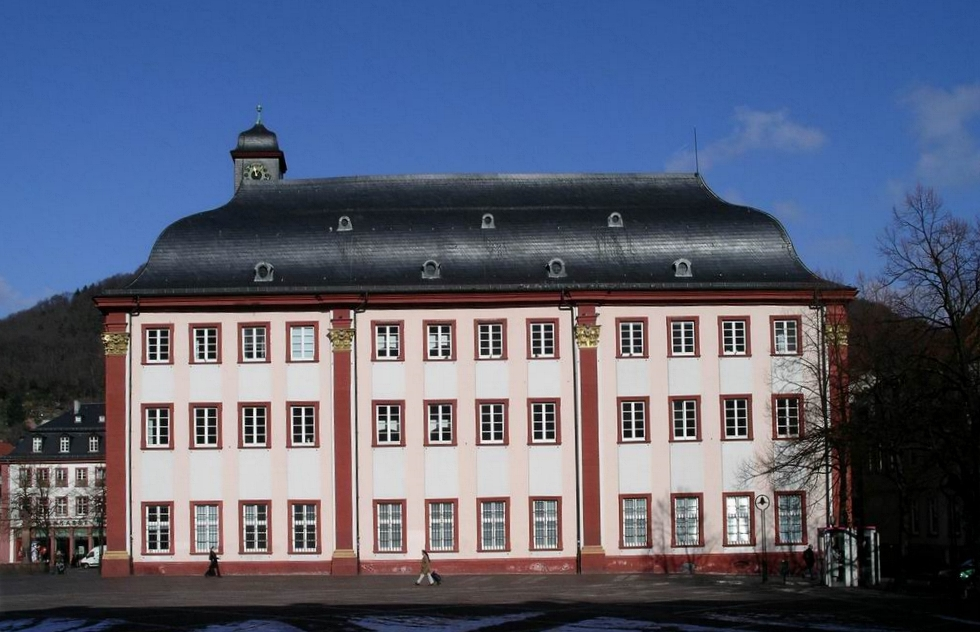
Die Alte Universität, Entwurf von Baumeister Johann Adam Breunig, ist heute Sitz des Rektorats (2004)

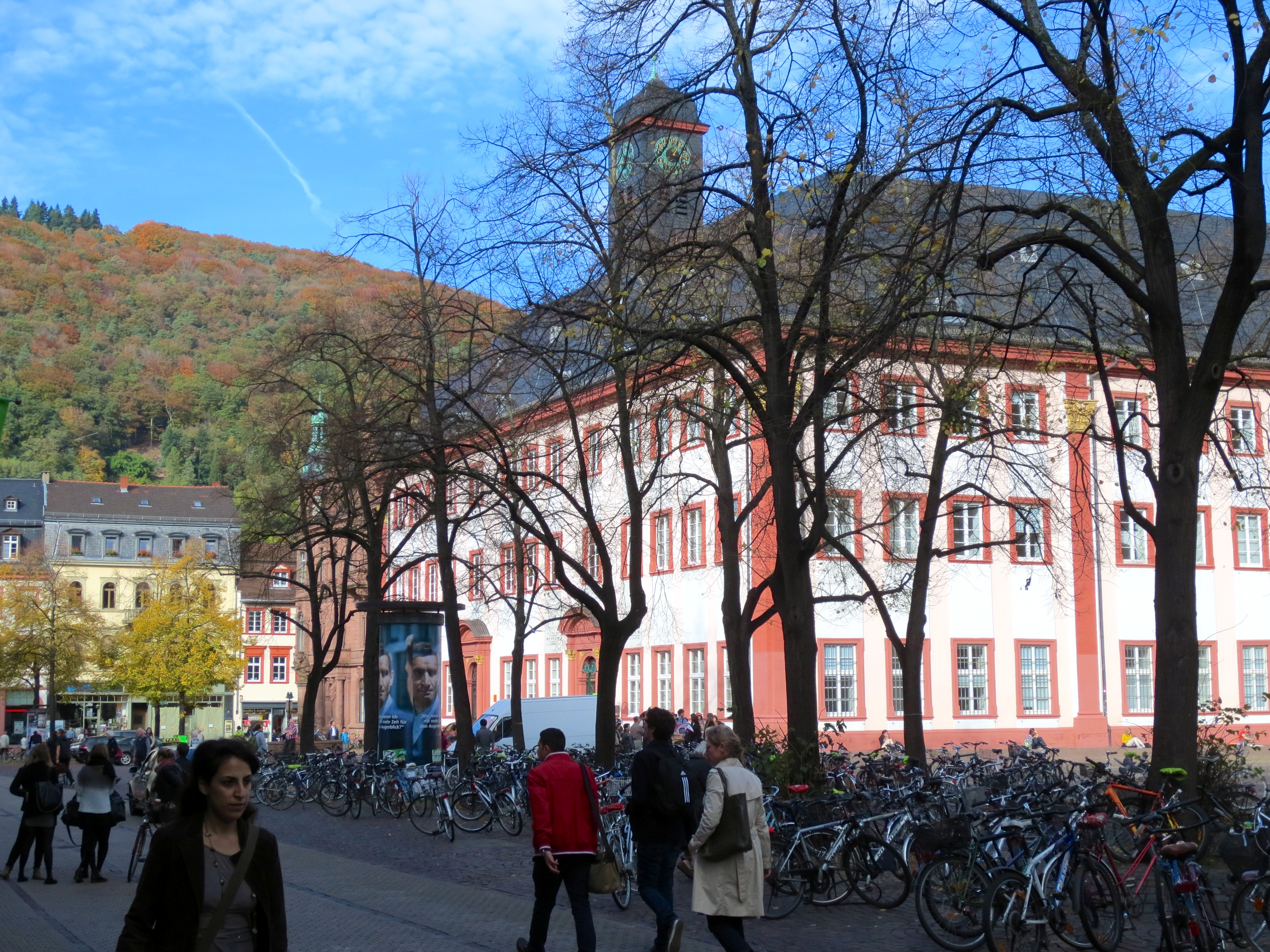
Campus Altstadt, Alte Universität Heidelberg, Universitätsplatz Heidelberg (2014)

Die Volluniversität wurde im Jahr 1386 auf Weisung von Papst Urban VI. vom pfälzischen Kurfürsten Ruprecht I. gegründet und 1803 durch den badischen Markgrafen Karl Friedrich neu organisiert – auf diese beiden Herrscher verweist der Name der Hochschule. Die Universität ist somit nach der Karls-Universität in Prag und der Universität Wien die drittälteste Universität im damaligen Heiligen Römischen Reich nördlich der Alpen und die zweitälteste bestehende Universität im heutigen deutschen Sprachraum. Sie erhielt 1385 das Gründungsprivileg von Papst Urban VI. und nahm 1386 den Lehrbetrieb auf. Die Universität Erfurt erhielt zwar bereits 1379 das Gründungsprivileg von Papst Clemens VII., nahm aber erst 1392 den Lehrbetrieb auf und war darüber hinaus später für fast zwei Jahrhunderte geschlossen.
Im Wintersemester 2024/25 waren ca. 31.500 Studierende eingeschrieben. 2023 lehrten 557 Professorinnen und Professoren. Die Universitätsgebäude sind größtenteils über die Heidelberger Altstadt, den Stadtteil Bergheim sowie das Neuenheimer Feld verteilt. Eine Besonderheit ist das Vorhandensein zweier Medizin-Fakultäten, wovon eine am Universitätsklinikum Heidelberg und die andere am Universitätsklinikum Mannheim beheimatet ist.
Die Universität zählt als erfolgreiche Teilnehmerin der Exzellenzinitiative (2007–2012 und 2012–2017) sowie der sich hieran anschließenden Exzellenzstrategie (seit 2019) des Bundes und der Länder zu den elf sogenannten Exzellenzuniversitäten in Deutschland und ist Gründungsmitglied der Liga Europäischer Forschungsuniversitäten sowie der Coimbra-Gruppe. Rund 18 % der Studierenden stammen aus dem Ausland. Im internationalen Vergleich belegt sie Spitzenplätze und genießt eine hohe akademische Reputation. So ist die Universität Heidelberg im Jahr 2023 gemäß dem renommierten Shanghai-Ranking die beste deutsche Universität. Der Universitätsstandort Heidelberg ist mit 57 Nobelpreisträgern, die Universität selbst mit 33 Nobelpreisträgern assoziiert.

## Geschichte

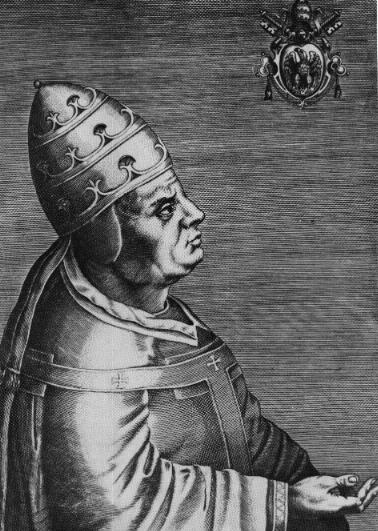
Urban VI. unterschrieb die päpstliche Bulle am 23. Oktober 1385 in Genua.

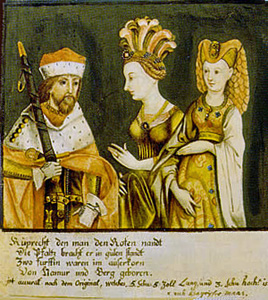
Kurfürst Ruprecht I. auf einem Gemälde, dargestellt mit seinen Frauen Elisabeth von Namur und Beatrix von Berg

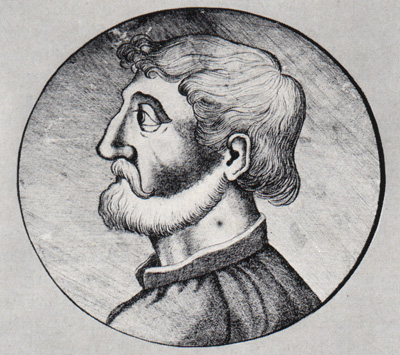
Marsilius von Inghen war der erste Rektor der neu gegründeten Heidelberger Universität.

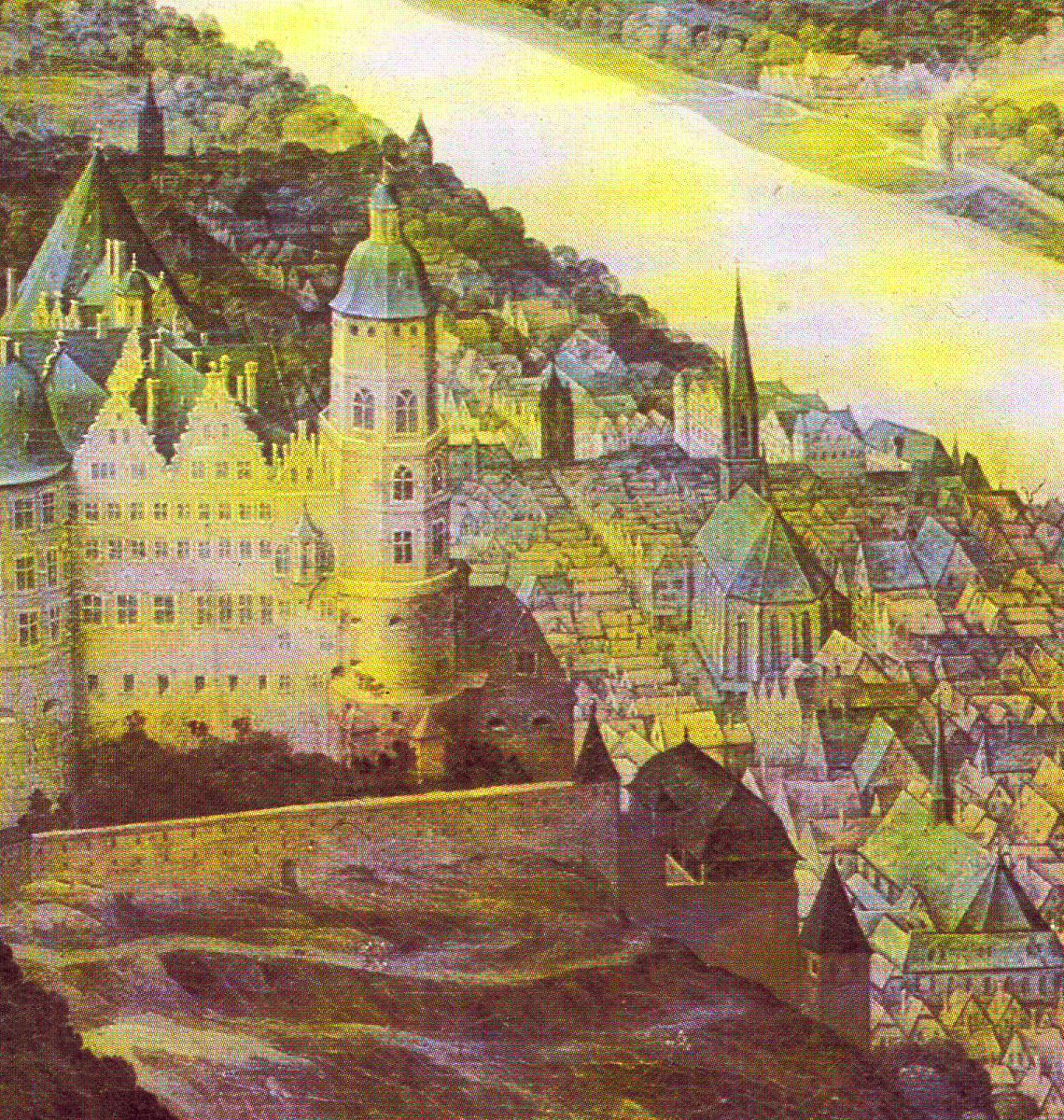
Heiliggeistkirche, noch mit original gotischem Kirchturm, mit Spitzhelm versehen, auf einem Gemälde von Jacques Fouquières um 1618. Links im Bild das Heidelberger Schloss vor seiner Zerstörung 1693.

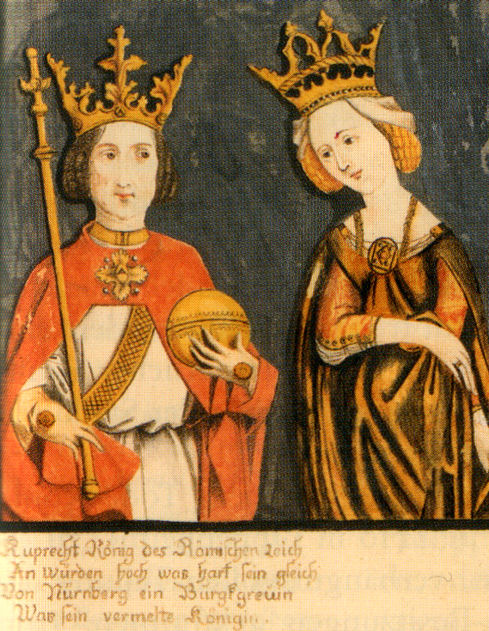
Ruprecht III. und seine Gemahlin Elisabeth von Hohenzollern-Nürnberg in einer Miniaturkopie einer heute verlorenen Wanddarstellung im Heidelberger Schloss (Bayerisches Nationalmuseum München, Inv. Nr. NN 3610)

### Gründungsphase
Die Ruperto Carola wurde mit päpstlicher Genehmigung von Urban VI. 1386 von Kurfürst Ruprecht I. gegründet, um seinem stark zergliederten Territorium, der Kurpfalz, einen geistigen Mittelpunkt zu geben, Fremde anzuziehen und vor dem Hintergrund des Abendländischen Schismas Kirchen- und Staatsdiener im eigenen Lande auszubilden: Absolventen der zum Papst in Avignon haltenden Pariser Sorbonne konnten in der Pfalz, die zum in Rom residierenden Papst hielt, nicht mehr in kirchliche Dienste eintreten, weshalb Bedarf für eine einheimische Theologenausbildung entstanden war.
Die Stiftungsurkunden wurden am 1. Oktober 1386 ausgefertigt. Am 18. Oktober begann das Studium Generale mit einer Heiligen Messe, am Tag darauf wurden die Vorlesungen aufgenommen. Der Auftrag für ein silbernes Siegel datiert ebenfalls vom 18. Oktober. Die Universität führt das Siegelbild noch heute in ihrem Logo. Die ersten Professoren der jungen Heidelberger Universität kamen aus Paris und Prag. Sie flüchteten vor der Kirchenspaltung und den Nationalitätenkämpfen aus ihrer Heimat ins damals sichere Ausland nach Heidelberg. Erster Rektor der Heidelberger Universität (vgl. Liste der Rektoren) wurde Marsilius von Inghen, der zuvor an der Sorbonne gelehrt und dort ebenfalls das Rektoramt versehen hatte. Er war ein prominenter Vertreter der philosophischen Richtung des Nominalismus, die in Heidelberg lange Zeit ausschließlich gelehrt wurde. Erster Kanzler wurde der Wormser Dompropst Konrad von Gelnhausen, der im Schisma für die konziliare Idee eingetreten war und die Universität Heidelberg testamentarisch mit Buchbeständen und finanziellen Ressourcen ausstattete.

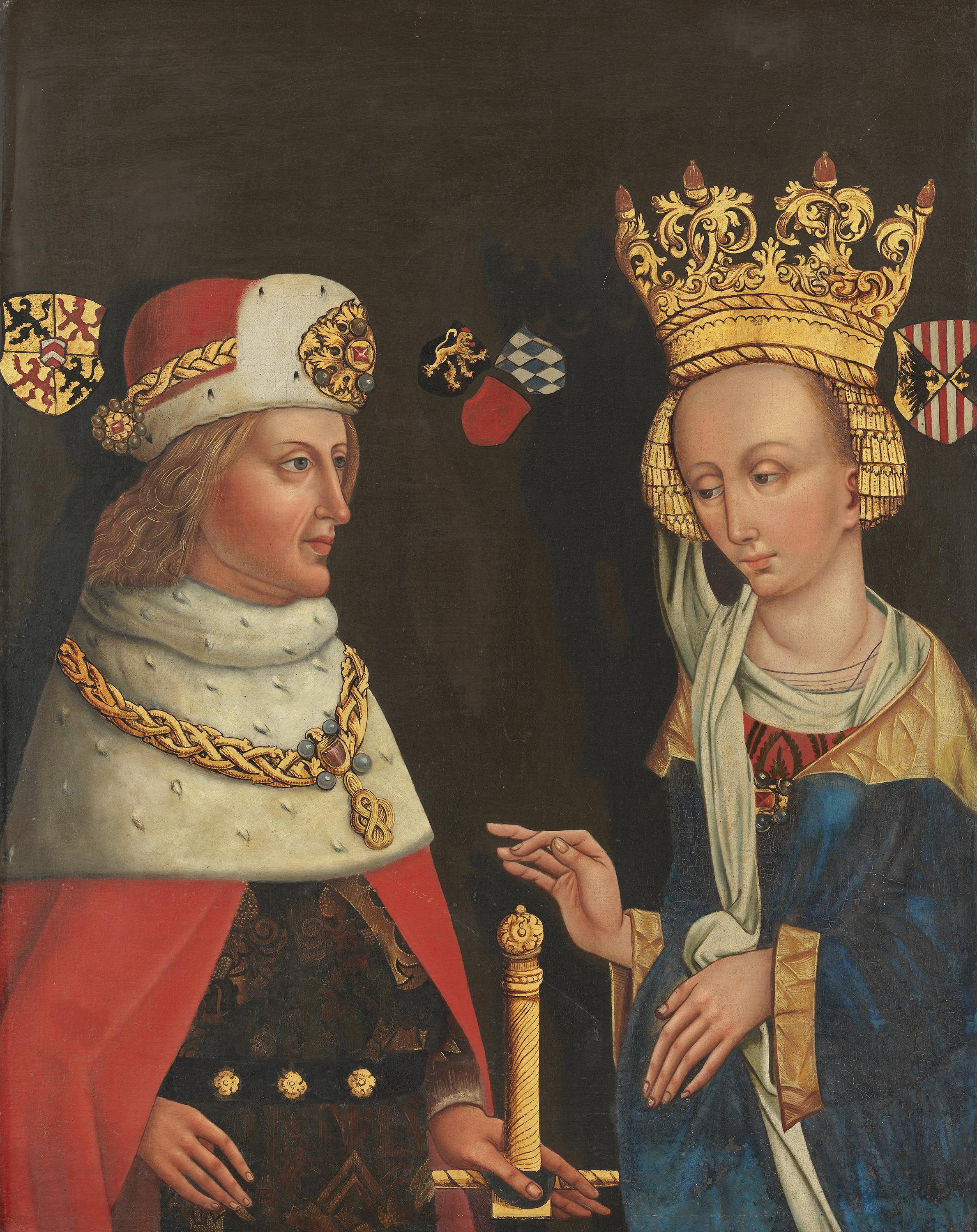
Ruprecht II. und seine Gemahlin Beatrix von Sizilien-Aragon

Die Universität litt zunächst unter erheblichen Raumproblemen; die Vorlesungen fanden im Augustiner- und im Franziskanerkloster statt. Mehr Räumlichkeiten gewann die Universität, als Kurfürst Ruprecht II. die Juden aus Heidelberg vertrieb und freiwerdende Gebäude der Universität überließ. Die Synagoge wurde zur Marienkapelle umfunktioniert und diente als Hörsaal. Zur Finanzierung der Universität gründete Kurfürst Ruprecht III. das Heiliggeiststift. Die Heiliggeistkirche diente zugleich als Universitätskirche, bis im 19. Jahrhundert die Peterskirche diese Funktion übernahm.
Die Kurfürsten sorgten für ihre Universität, griffen aber auch in ihre Autonomie ein, wo es ihnen notwendig schien. So schufen sie neuen geistigen Strömungen wie dem Humanismus Raum. So führte Friedrich der Siegreiche eine wichtige Universitätsreform durch: An der theologischen Fakultät durfte nun auch der Realismus gelehrt werden, was ein Stück Lehrfreiheit bedeutete. Zugleich wurde an der juristischen Fakultät nun neben dem kirchlichen auch das weltliche Recht gelehrt. Friedrichs Hofrat Andreas Hartmanni wurde zwischen 1463 und seinem Tod 1495 insgesamt siebenmal und damit so oft wie keiner seiner früheren oder späteren Amtskollegen zum Rektor der Universität gewählt. Unter den Kanonikern der Heiliggeistkirche war dessen jüngerer Verwandter Hartmannus Hartmanni, der um 1510 das langlebigste der frühen Stipendien an der Universität stiftete, das bis 1949 bestand.

### Reformation und Reformierung
Gegen die Reformation hat sich die Universität trotz Martin Luthers Heidelberger Disputation von 1518 lange Zeit verschlossen. Obwohl der Kurpfälzer Kanzler Hartmannus Hartmanni der Ältere, Sohn des früheren Rektors, den Kurfürsten Friedrich II. im Jahr 1546 dazu bewegen konnte, den evangelischen Prediger der Heiliggeistkirche, Heinrich Stoll (1489–1557), gegen den Willen der altgläubigen Professoren zum Rektor der Universität zu berufen, gelang zunächst nur die Reformierung der Artistenfakultät und des Collegium principis (genannt auch Collegium artistarum). Erst Kurfürst Ottheinrich wandelte die gesamte Universität 1556 in eine evangelische Landeshochschule um. In diesem Zusammenhang nahm er die bis dahin einschneidendste Universitätsreform vor: Die Studenten sollten von nun an normale bürgerliche Kleidung statt der bislang vorgeschriebenen geistlichen Tracht tragen. An der theologischen Fakultät wurde das Studium des Hebräischen und des Griechischen verpflichtend, an der Medizinischen Fakultät wurde mehr Wert auf die praktische Ausbildung gelegt.
Die 1558 eingeführten neuen Satzungen und Statuten der Universität waren zu einem großen Teil von Philipp Melanchthon, der im Oktober 1557 in Heidelberg war, ausgearbeitet worden. In der Folge wurden angesehene Professoren als Dozenten und kurfürstliche Ratgeber für die Universität gewonnen. So der Rechtsgelehrte Christoph Ehe(i)m aus Tübingen und auf besondere Empfehlung Melanchthons der Humanist und Professor für alte Sprachen Jakob Micyllus sowie für die Medizinische Fakultät Jacob Curio, Thomas Erastus und Petrus Lotichius Secundus. Die Versuche des 1561 als Professor und Dekan angestellten Georg Marius, den anatomischen Unterricht durch Sektionen zu erweitern, wurden von der Medizinischen Fakultät nicht finanziert und Marius verließ nach lebhaften Auseinandersetzungen mit dem Rektor die Universität 1562 wieder. Während einer Pestepidemie 1564/1565 wich die Universität nach Eppingen in die dortige Alte Universität aus.
In der zweiten Hälfte des 16. Jahrhunderts wurde Heidelberg durch Kurfürst Friedrich III. zu einem Zentrum europäischer Wissenschaft und Kultur und erhielt einen besonderen Charakter als calvinistische Hochschule. Heidelberg wurde zum deutschen Genf, also einem Zentrum der calvinistischen Gelehrsamkeit, dessen internationale Ausstrahlung Professoren und Studenten aus ganz Europa hierher zog. Die offizielle Calvinisierung der Pfalz betrieb Christoph Ehem. Unter Mitwirkung der theologischen Fakultät entstand 1563 der berühmte Heidelberger Katechismus. Neben den Calvinismus trat gegen Ende des 16. Jahrhunderts der Späthumanismus. In dieser Epoche wirkten hier unter anderem Paul Schede, Jan Gruter, Martin Opitz, Julius Wilhelm Zincgref und Matthäus Merian.

### 1618 bis 1700
Die Blütezeit dauerte bis 1618. Der Dreißigjährige Krieg traf die Universität schwer. Mehrfach wurde der Lehrbetrieb unterbrochen, 1623 die weltberühmte Bibliotheca Palatina nach Rom verschleppt.
Den mühsamen Neuanfang nach dem Krieg zerschlug die völlige Zerstörung Heidelbergs durch die Truppen Ludwigs XIV. 1693. Erneut blieb die Universität mehrere Jahre geschlossen. Im Zuge dessen überführte im Mai 1693 Daniel Nebel zusammen mit Johann Ludwig Fabricius das Archiv der Universität Heidelberg über die Stationen Hanau und Frankfurt am Main zur Universität Marburg. 1698 wurde der Sitz der Universität Heidelberg zusammen mit der kurfürstlichen Residenz für zwei Jahre ins etwa 18 km nördlich gelegene Weinheim verlegt.

### 1700 bis 1806

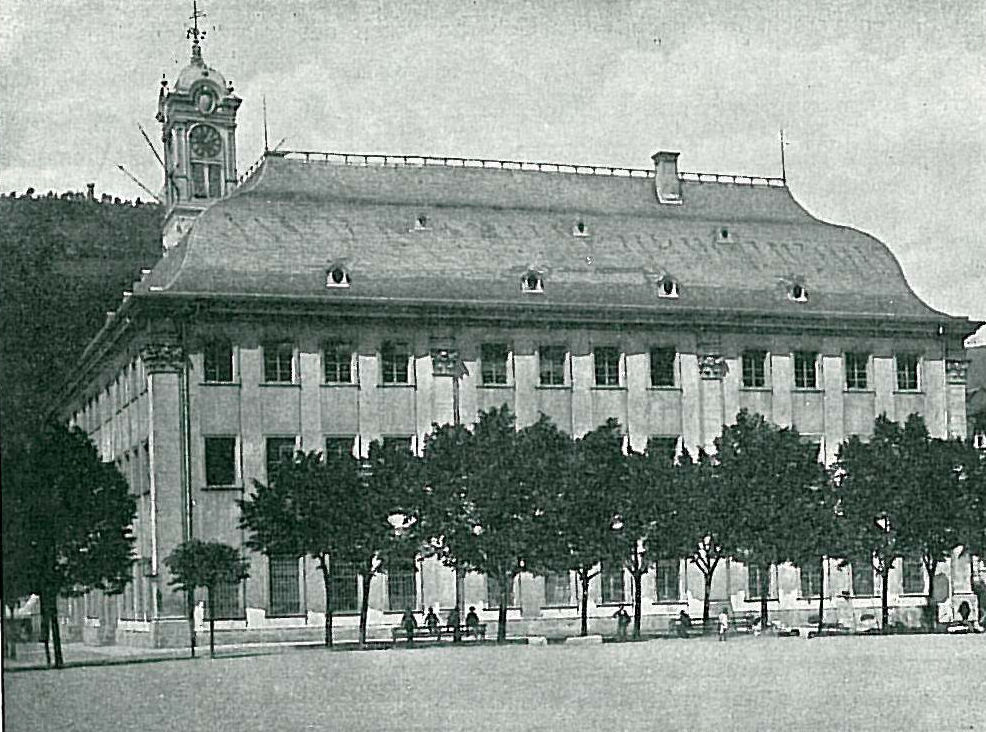
Domus Wilhelmina von 1735, heute Alte Universität genannt, historisches Bild (um 1900)

Im 18. Jahrhundert herrschte in Heidelberg intellektuelle Mittelmäßigkeit vor. Die Professoren wurden größtenteils von Jesuiten, die meist nur kurz in Heidelberg blieben, gestellt. Bei anderen Professorenstellen setzte sich die Vererblichkeit dieser Stellen durch, was dem wissenschaftlichen Niveau schadete. Der bis dahin unangefochten evangelische Charakter ging durch eine verspätete Gegenreformation verloren. Finanzielle Misswirtschaft und die Revolutionskriege Ende des 18. Jahrhunderts brachten die Universität um ihren Besitz und ihre eigenständigen Einkünfte.
1712–1728 entstand am Universitätsplatz mit der Domus Wilhelmiana, heute als Alte Universität bekannt, unter der Leitung des Hofbaumeisters Johann Adam Breunig ein neues Hauptgebäude. Die Mittelmäßigkeit schlug sich auch in den Studentenzahlen nieder: Während es 1792 noch 122 Immatrikulationen gab, sank ihre Zahl bis 1802 auf 48.

### 1806 bis 1918

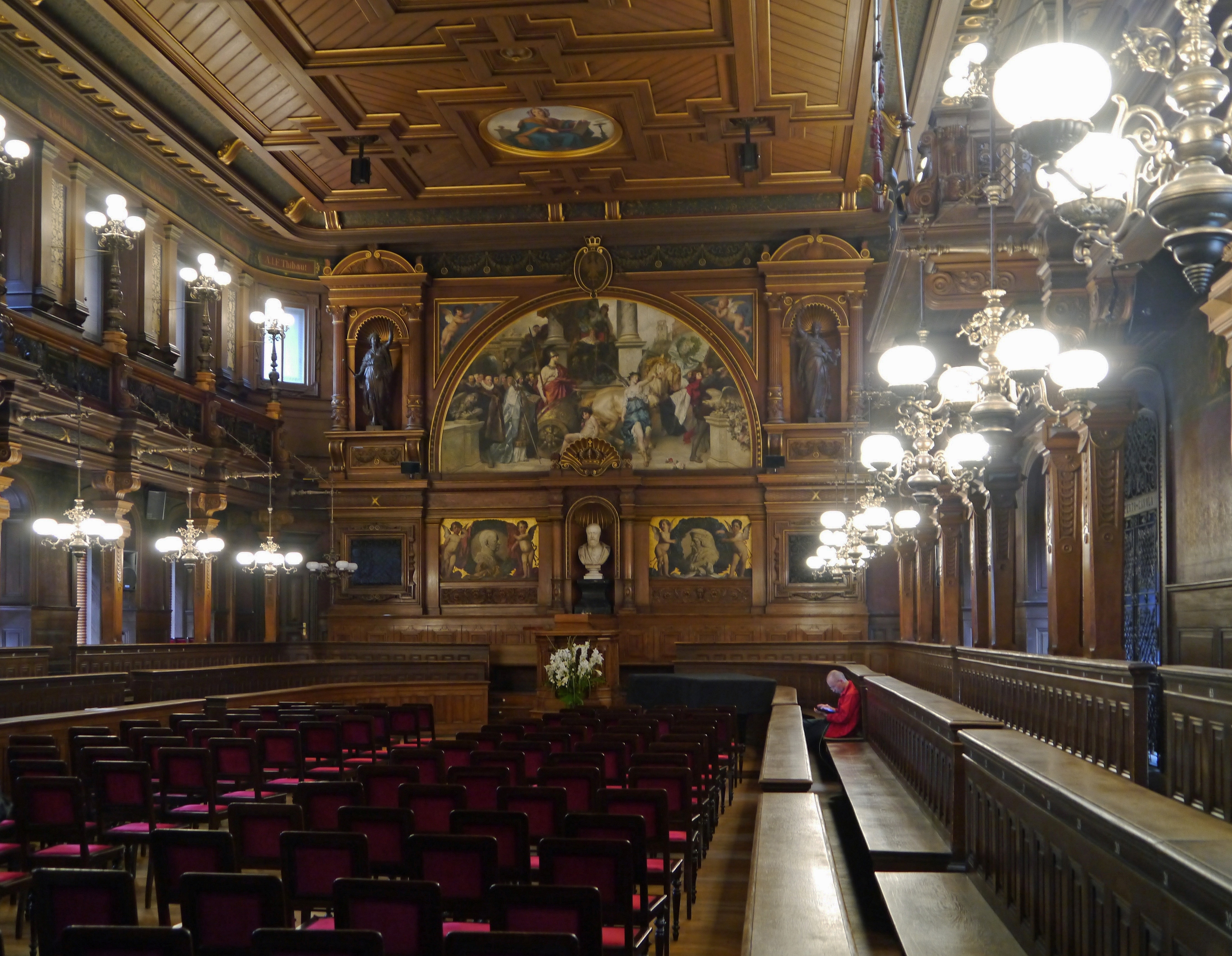
Die Aula der Alten Universität wurde anlässlich der 500-Jahr-Feier der Universität Heidelberg im Jahr 1886 im Stil der Neorenaissance restauriert. (2012)

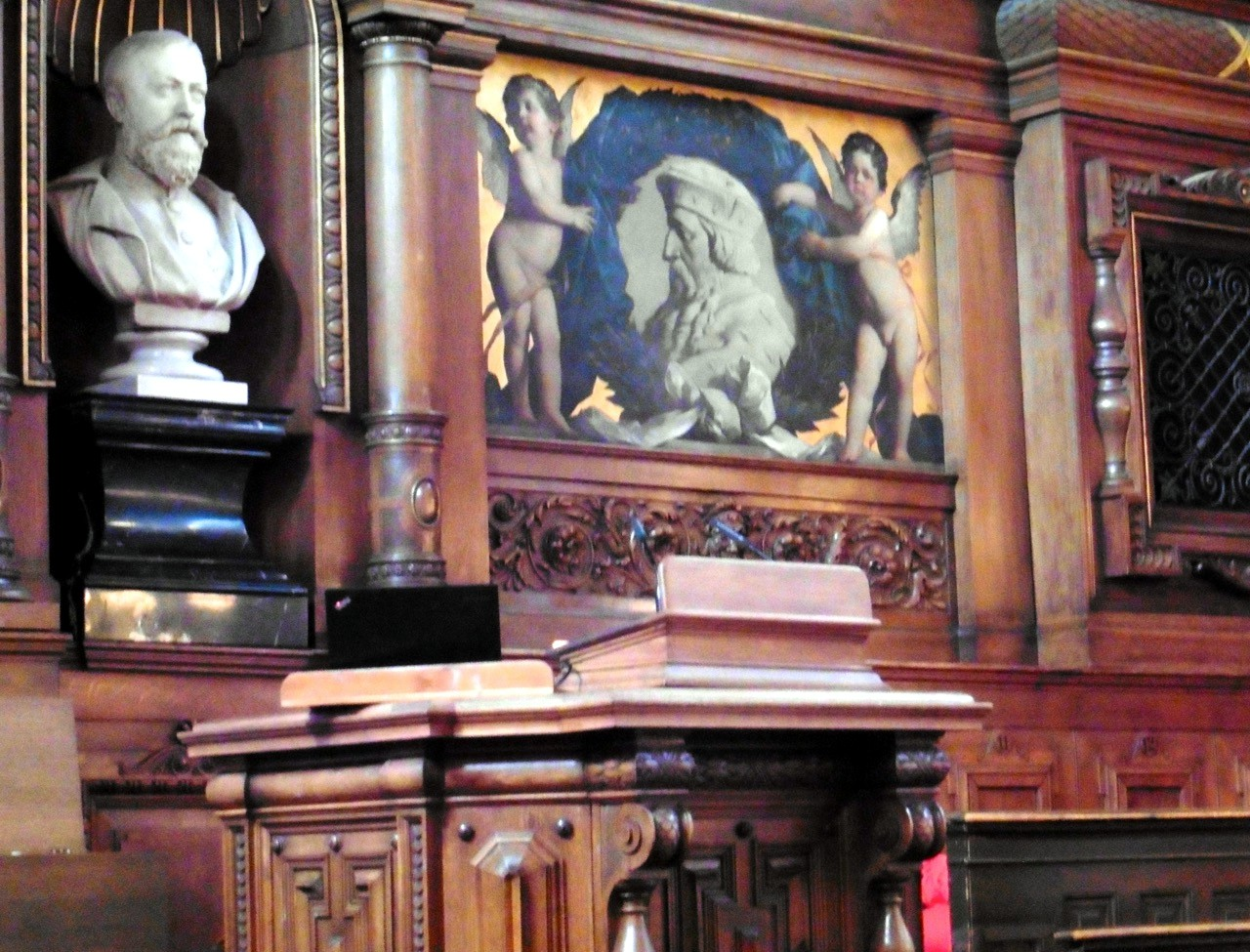
Katheder in der Aula der Alten Universität Heidelberg (2016)

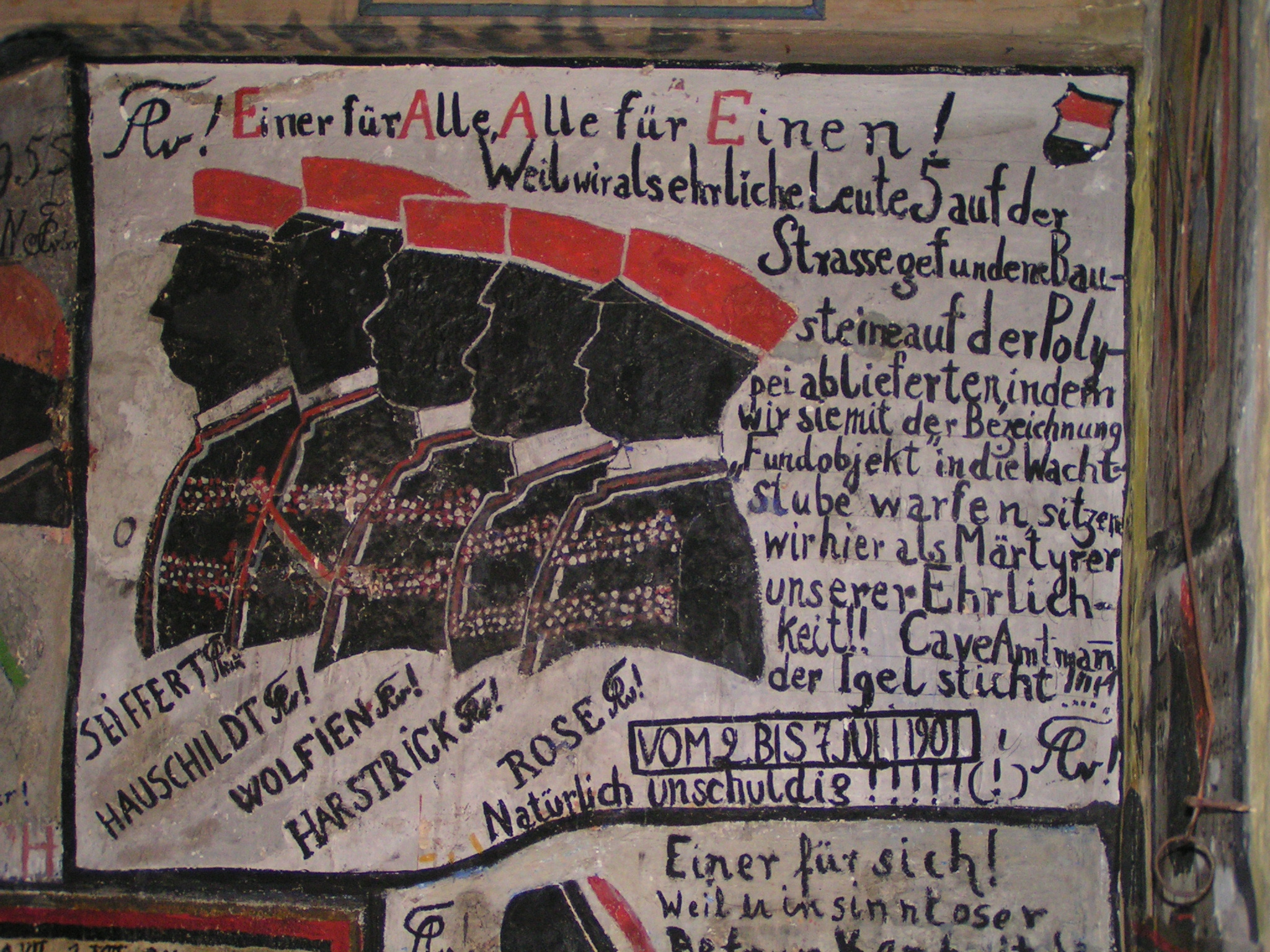
Wandgemälde im Studentenkarzer, Alte Universität, Eingang Augustinergasse (2004)

Der Übergang Heidelbergs an das Großherzogtum Baden im Jahr 1806 führte einen Neuanfang herbei. Die Universität wurde vornehmlich durch den badischen Staatsminister Sigismund von Reitzenstein reorganisiert und zur staatlich finanzierten Lehranstalt. Den Namen des ersten badischen Großherzogs Karl Friedrich fügte die Universität dem Namen ihres Stifters hinzu. Sie nennt sich seitdem Ruprecht-Karls-Universität und in lateinischer Sprache, der verbindlichen Vorlesungssprache an allen Universitäten des Heiligen römischen Reiches deutscher Nation bis ins 19. Jahrhundert, Ruperto Carola. Die Reorganisation führte auch zu steigenden Immatrikulationen, im Wintersemester 1809/10 waren 437 Studenten eingeschrieben.
Geistig wurde die Universität vom Neuhumanismus geprägt, aber auch die Romantiker fanden Anhänger unter Professoren und Studenten. Zwei Jahre lehrte Georg Wilhelm Friedrich Hegel in Heidelberg, der Historiker Friedrich Christoph Schlosser begründete eine eigene Heidelberger Schule der politischen Geschichtswissenschaft, der Mediziner Maximilian Joseph von Chelius zog Patienten aus ganz Europa an. Heidelberger Professoren gehörten zu den Trägern des Vormärz-Liberalismus, mehrere von ihnen waren 1848 Mitglieder der Frankfurter Nationalversammlung. Nach der Revolution wurde Ludwig Häusser Sprecher der liberal-nationalstaatlichen Gesinnung in Südwestdeutschland. Während die Naturwissenschaften im Zusammenwirken von Robert Wilhelm Bunsen, Gustav Robert Kirchhoff und Hermann von Helmholtz eine Sternstunde erlebten, war Heidelberg im 19. Jahrhundert weithin bekannt als Juristenuniversität.

#### Studenten
Nach dem Adressbuch der Universität Heidelberg aus dem Jahr 1860 zählte sie in diesem Sommersemester 660 Studenten, davon 466 Ausländer, 194 badische „Inländer“.

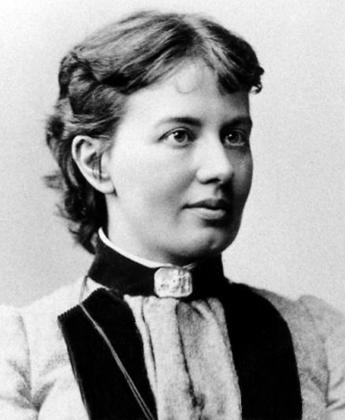
Sofja Kowalewskaja

1869 wurde die Russin Sofja Kowalewskaja als erste Zuhörerin für Vorlesungen zugelassen. In den folgenden Jahrzehnten gab es einige wenige genehmigte Gasthörerinnen, reguläre Immatrikulationen blieben aber für Frauen zunächst ausgeschlossen. 1895 gab es die ersten Promotionen von Katharina Windscheid und Marie Gernet, dann Ida Henrietta Hyde und Anna Gebser.
Gegen Ende des 19. Jahrhunderts lag die Zahl der in Heidelberg immatrikulierten männlichen Studenten bei ca. 1500 (im Sommersemester üblicherweise höhere Zahlen als im Wintersemester), wovon die meisten in der juristischen Fakultät eingeschrieben waren. In einer Rede des Jahres 1900 nannte Karl Heinrich Rosenbusch folgende Zahlen:

„Im Sommersemester (1900) waren 1553 Studierende immatrikuliert, nämlich 52 Theologen, 564 Juristen, 301 Mediziner, 269 Philosophen, 367 Naturforscher – neben 109 Hospitanten und 13 Hörerinnen, insgesamt 1675 Hörer. Im laufenden Wintersemester (1900/1901) beträgt die Gesamtfrequenz 1422, nämlich 32 Theologen, 395 Juristen, 239 Mediziner, 228 Philosophen, 386 Naturforscher nebst 121 Hospitanten und 21 Hörerinnen. Unter den immatrikulierten Studenten befinden sich – vom Sommersemester 1900 an beginnend – auch Studentinnen, nachdem durch Ministerialentschließung Frauen, die im Besitze des Reifezeugnisses eines deutschen, staatlich anerkannten Gymnasiums bezw. in den hiefür bestimmten besonderen Fällen eines derartigen Realgymnasiums oder einer Oberrealschule sind, zur Immatrikulation zugelassen werden dürfen. Die Zulassung erfolgt zunächst jedoch nur versuchsweise.“

1900 wurden auch Frauen zur Immatrikulation zugelassen; die ersten waren Georgine Sexauer, Rahel Goitein, Irma Klausner und Else von der Leyen. 1903 gab es bereits 47 von ihnen, bis Mai 1909 insgesamt 239, 1910/1911 weitere 162 (das waren immerhin 8 % aller Immatrikulierten; im Deutschen Reich lag der Durchschnitt bei 2 %). Im Kriegsjahr 1916 waren die Studentinnen mit 150 von 289 erstmals in der Mehrheit, was zu ablehnenden Bemerkungen von einigen Hochschullehrern führte.

#### Lehre 1900 bis 1918
Am Anfang des Jahrhunderts lehrten die beiden wichtigsten Vertreter der Südwestdeutschen Schule des Neukantianismus in Heidelberg, Wilhelm Windelband und Heinrich Rickert. Heidelberg war eine weltoffene und liberale Universität. Das zeigte sich nicht nur an den zahlreichen ausländischen Studenten, sondern seit der Jahrhundertwende am spezifischen Heidelberger Geist, dem interdisziplinären Gespräch, das inspiriert wurde von Max Weber mit seinen Freunden, vor allem dem Theologen Ernst Troeltsch, und einem Kreis junger Gelehrter.
1910 wurde mit Marie Freifrau von Campenhausen, geb. Maria Clara Bassermann (1876–1953; Tochter von Gustav Heinrich Bassermann), die erste Frau an der Philosophischen Fakultät als Hochschuldozentin zugelassen, Lehrkurse in Gesangs- und Redekunst zu halten. Seit 1900 stand Frauen in Baden die Möglichkeit zu studieren frei, dennoch waren bis in die 1930 außer Campenhausen nur drei weitere Frauen in der Lehre tätig.

### Weimarer Republik

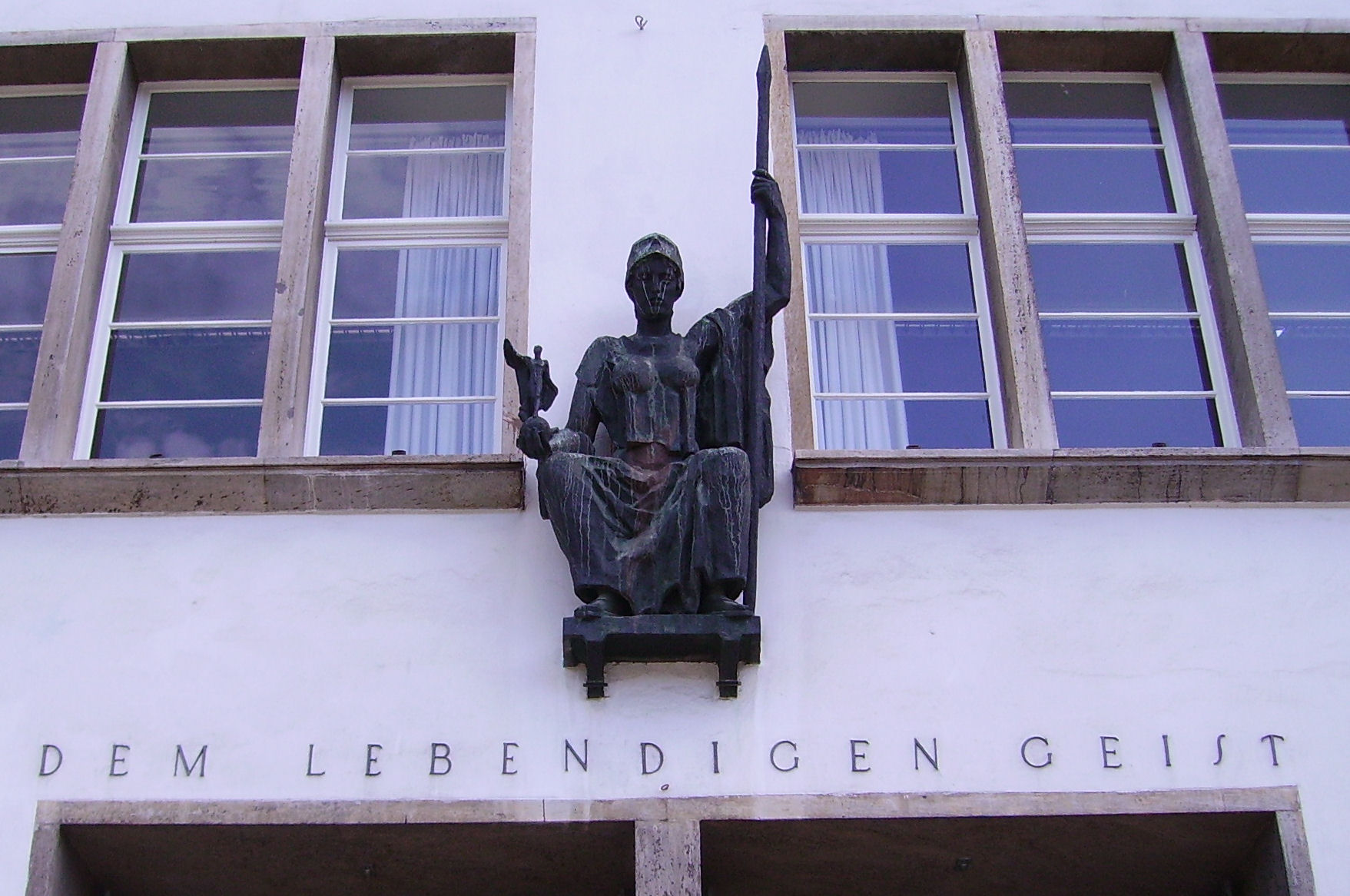
Dem lebendigen Geist. Sitzende Minerva von Karl Albiker (1931)

In der Weimarer Republik galt die Universität, geprägt durch Professorengestalten wie Karl Jaspers, Gustav Radbruch, Martin Dibelius, Alfred Weber, Karl Mannheim und Emil Lederer, weithin als eine Hochburg des demokratischen Geistes. Auf Initiative von US-Botschafter Jacob Gould Schurman, einem ehemaligen Studenten der Ruprecht-Karls-Universität Heidelberg, gesammelte amerikanischen Spenden von über 500 000 Dollar ermöglichten 1930 die Errichtung der Neuen Universität durch Karl Gruber. Sie erhielt die von Friedrich Gundolf formulierte Widmung „Dem lebendigen Geist“, die, nachdem sie während der NS-Diktatur durch die Widmung „Dem deutschen Geist“ ersetzt worden war, 1945 auf Weisung der amerikanischen Militärregierung wiederhergestellt wurde, wobei auch der 1936 anstelle der Pallas Athene Karl Albikers angebrachte Reichsadler entfernt und die griechische Göttin der Kunst und Wissenschaft wieder an ihren ursprünglichen Platz zurück versetzt wurde.
Doch betätigte sich der Physiker und Nobelpreisträger Philipp Lenard schon früh im Sinne der Nationalsozialisten. Bei einem öffentlichen Zwischenfall anlässlich des Gedenktages für den ermordeten Walther Rathenau trat der Student des Instituts für Sozial- und Staatswissenschaften Carlo Mierendorff hervor. Dem durch öffentliche antisemitische Hetzreden hervortretenden Philosophie-Assistenten Arnold Ruge wurde schließlich wegen Beleidigung von Universitätsmitgliedern die Lehrerlaubnis entzogen. Emil Julius Gumbel musste sodann dem Druck der gegen ihn gerichteten nationalistischen Stimmungsmache weichen.
Wissenschaftlich prägten vor allem die Philosophische und Juristische Fakultät in jener Zeit das Bild Heidelbergs. Das von Alfred Weber gegründete zur philosophischen Fakultät zählende Institut für Sozial- und Staatswissenschaften („InSoSta“) bildete eine Brücke zwischen beiden Fakultäten. Es war das bedeutendste sozialwissenschaftliche Institut der Weimarer Republik, hatte einen hohen Anteil an jüdischen Dozenten und zog viele Studenten der Jugendbewegung an. Neue Wege gingen aber auch Ludolf von Krehl und Victor von Weizsäcker mit dem Konzept einer ganzheitlichen Medizin.

### Nationalsozialismus

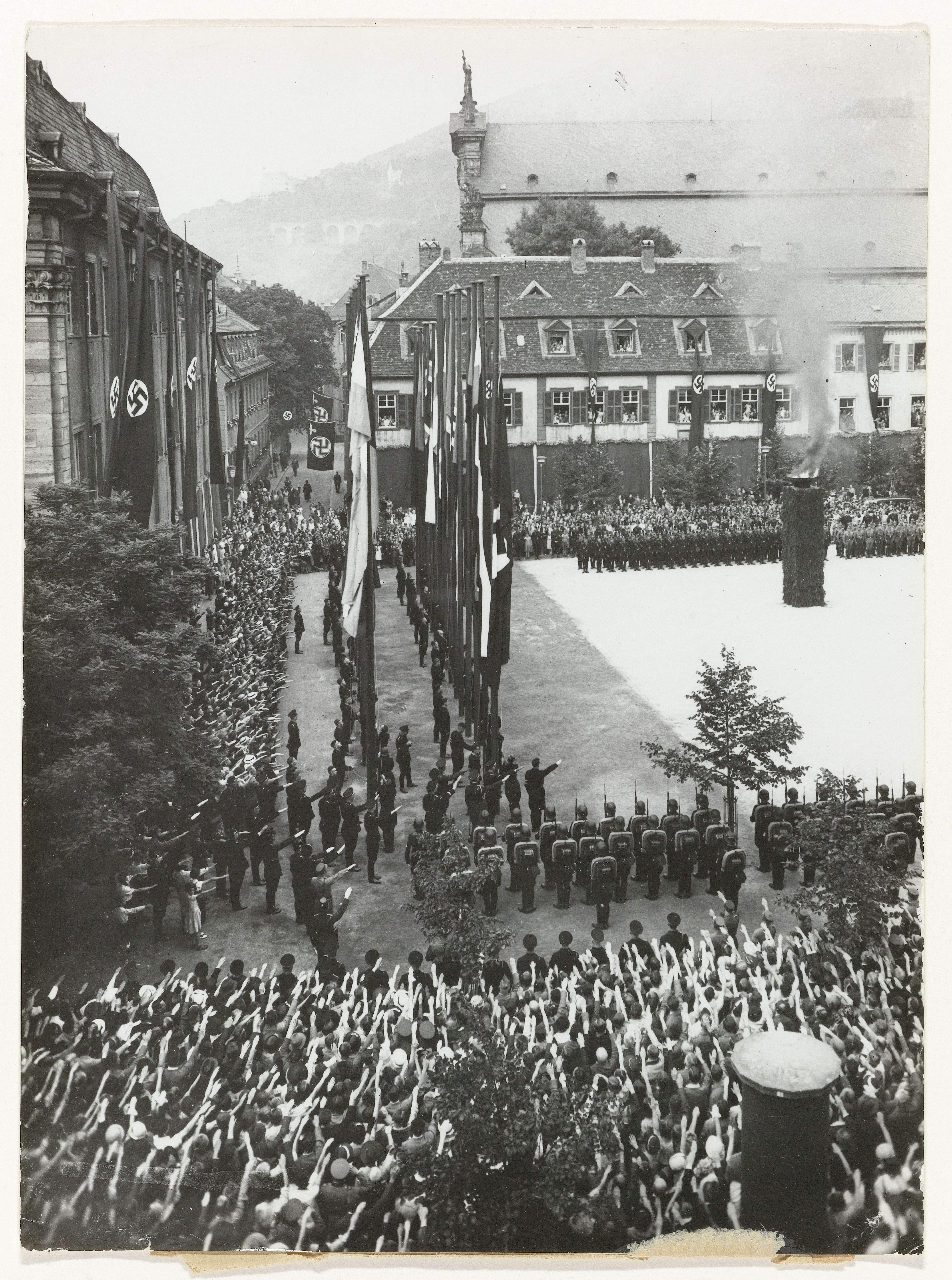
Feier aus Anlass des 550. Jubiläums der Universität im Juni 1936

Die Heidelberger Universität war in der Zeit des Nationalsozialismus eine der ersten Volluniversitäten in Deutschland, an denen das nationalsozialistische Führerprinzip eingeführt wurde. Von den 1933 einsetzenden Entlassungen jüdischer oder politisch unerwünschter Dozenten und Professoren war die Universität überproportional stark betroffen. So mussten unter anderem der Rechtsphilosoph und ehemalige Justizminister Gustav Radbruch, der Serologe Hans Sachs und der Philosoph Karl Jaspers die Universität verlassen. Insgesamt verlor die Universität Heidelberg auf diese Weise mehr als 25 % ihres Lehrkörpers. Viele der betroffenen Wissenschaftler gingen in die Emigration. Der Chirurg Richard Werner starb im Februar 1945 in Ghetto Theresienstadt, der Gynäkologe Maximilian Neu beging 1940 zusammen mit seiner Frau Suizid. An der Bücherverbrennung im Mai 1933 auf dem Universitätsplatz waren vor allem Universitätsangehörige aktiv beteiligt, insbesondere die nationalsozialistischen Lokalgruppen und die örtlichen Studentenverbindungen.
Durch das Wirken profilierter Regimeanhänger war Heidelberg als braune Universität verrufen. Die Widmung der Portalfigur am Gebäude der Neuen Universität wurde 1936 von „Dem lebendigen Geist“ in „Dem deutschen Geist“ geändert, die Schirmherrin von Künsten und Wissenschaften Pallas Athene wich einem sehr großen deutschen Adler, und viele Studenten, Dozenten und Professoren huldigten dem neuen Motto. Im November 1938 wurde der Militärhistoriker Paul Schmitthenner Rektor der Universität und blieb es bis zum Kriegsende.

### Nach 1945

#### Amerikanische Besatzungszone
Am Ende des Zweiten Weltkriegs war die Universität äußerlich unzerstört, bedurfte aber der geistigen Erneuerung. Auf Initiative von Emil Henk, der als einer der wenigen überlebenden Mitglieder des Verschwörerkreises vom 20. Juli 1944 über Kontakte zur Militärregierung der amerikanischen Besatzungszone Heidelbergs verfügte, wurde die Ruperto-Carola als erste deutsche Universität bereits 1945 wiedereröffnet.
Unter Federführung des Philosophen Karl Jaspers tagte seit dem 5. April 1945 ein „Dreizehnerausschuss“, zu dem Karl Heinrich Bauer, Martin Dibelius, Ernst Engelking, Fritz Ernst, Karl Freudenberg, Wolfgang Gentner, Renatus Hupfeld, Karl Jaspers, Walter Jellinek, Curt Oehme, Gustav Radbruch, Otto Regenbogen, Alfred Weber sowie Alexander Mitscherlich als Vertreter der nicht habilitierten Dozenten zählten. In diesem Gremium wurde eine neue Satzung ausgearbeitet, in der sich die Universität verpflichtete, „dem lebendigen Geist der Wahrheit, Gerechtigkeit und Humanität zu dienen.“ Erster Rektor nach der Wiedereröffnung wurde der Chirurg Karl Heinrich Bauer.
Dem bereits am 26. August 1945 an die Militärregierung gerichteten Gesuch um „Wiedereröffnung in allen Fakultäten“ wurde nach längeren Verhandlungen schließlich entsprochen, so dass der Lehrbetrieb mit dem Wintersemester 1945/1946 schrittweise wieder eröffnet werden konnte, nachdem bereits am 15. August der Unterricht in der Medizinischen Fakultät hatte wieder aufgenommen werden können. „Am 7. Januar 1946 fand die erste Immatrikulationsfeier der Gesamtuniversität nach dem Kriege statt.“

#### Bundesrepublik Deutschland
Nach Gründung der Bundesrepublik Deutschland im Jahr 1949 wurde im Zuge des Ausbaues und der Expansion die Universität räumlich erweitert. Für die Naturwissenschaften und Bereiche der Medizin entstand im Neuenheimer Feld ein neuer Campus. Die Geisteswissenschaften verblieben an ihrem angestammten Ort in der Altstadt Heidelberg. Das Altklinikum im Stadtteil Bergheim wurde saniert und auf den neuesten technischen Stand gebracht.
Reformen veränderten die bisherigen Strukturen: Bestand die Universität seit ihrer Gründung nur aus vier Fakultäten (Theologie, Recht, Medizin, Philosophie), zu denen erst 1890 die Naturwissenschaften durch Ausgliederung aus der philosophischen Fakultät als fünfte Fakultät hinzugekommen waren, wurde sie 1969 in 16 Fakultäten aufgegliedert. Die Zahl der Studenten wuchs kontinuierlich an – 1986 waren 27.000 Studierende in Heidelberg immatrikuliert.
Auch der traditionell große Anteil von Ausländern hat sich nach dem Krieg wieder eingestellt. Dass trotz der hohen Zahlen Lehre und Forschung auch heute noch als einheitliche Aufgabe verstanden werden, sieht die Universität in allen ihren Gliedern als Herausforderung und Verpflichtung an.

#### Studentenbewegung
Die Studentenbewegung erfasste Heidelberg erst relativ spät. Es ging zunächst um Straßenbahn-Preise (1965, 1969 mit Rote-Punkt-Aktion), die Notstandsgesetze, den Tod von Benno Ohnesorg, das Erstarken der Nationaldemokratischen Partei Deutschlands und um die Beteiligung der Studentenschaft an der inneren Universitätsverwaltung. Auch der Vietnamkrieg wurde in Heidelberg deutlich abgelehnt. In vielen Versammlungen wurde um das politische Mandat gestritten, also um das Recht der Studentenschaft zu allgemeinpolitischen Stellungnahmen. Von Teilen der Professoren (Bund Freiheit der Wissenschaft), der Landesregierung und vom RCDS, der Studentenorganisation der CDU, wurde es abgelehnt, während es der Sozialistische Deutsche Studentenbund (SDS) und große Teile der Studentenschaft forderten. Aktuelle politische Fragen und studentische Rechte bildeten eine lebhafte Mixtur in vielen Debatten. Die unabhängigen und konservativen Studenten verloren ihren Einfluss auf das Studentenparlament und den Allgemeinen Studentenausschuss (AStA), in das überwiegend SDS- und andere politisch linksstehende Studenten hineingewählt wurden.
Im Januar 1969 verhaftete ein Polizeiaufgebot zwölf Studenten, fast alle Mitglieder des SDS, in den Räumen des AStA, und die Abriegelung des Hörsaalgebäudes und die Räumung des Collegium Academicum durch über 700 stark bewaffnete Polizeikräfte 1978 im Auftrag des Kultusministers Wilhelm Hahn gilt heute als ein Endpunkt der Studentenbewegung in ganz Deutschland.
Vom Januar 1970 bis November 1972 war der Theologe Rolf Rendtorff Rektor der Universität. Als so genannter „Reformrektor“ versuchte er immer wieder zwischen konservativer Professorenschaft, dem Kultusministerium von Baden-Württemberg und der Reformen und Veränderungen einfordernden Studentenschaft zu vermitteln. Vereinfacht ausgedrückt akzeptierte keine Seite, dass Rendtorff vermitteln wollte – Rendtorff scheiterte an beiden Fronten, zwischen denen er eigentlich vermitteln wollte, und trat zurück.
Im Juli 1983 kam es zu einem Skandal, als bekannt wurde, dass ein Referent des Rektors der Universität auf eine vermeintliche Aufforderung des Bundeskanzleramtes die Dissertation Helmut Kohls aus der Bibliothek entfernen und Namen von Ausleihenden hatte weitergeben lassen.

#### Seit 1990
Die Universität hat sich in den letzten Jahren auch durch ihre vielen Kliniken und durch Zusammenarbeit mit außeruniversitären Forschungseinrichtungen einen guten Ruf im Bereich der Medizin, aber auch in der Neurobiologie, Chemie und Physik, der Mathematik und Informatik, den Rechtswissenschaften und der Volkswirtschaftslehre verschafft. Als erste deutsche Universität gründete sie Niederlassungen im Ausland, so zum Beispiel in Ägypten, Chile oder Massachusetts (USA). Im Oktober 2007 wurde sie in der zweiten Runde der Exzellenzinitiative für die Förderung ihres Zukunftskonzeptes Heidelberg: Realising the Potential of a Comprehensive University ausgewählt.
Die Universität ist Gründungsmitglied von German U15, einem Lobbyverband 15 großer deutscher Volluniversitäten. Seine Geschäftsführerin ist Denise Feldner, die lange Zeit persönliche Referentin des ehemaligen Rektors der Universität Heidelberg, Bernhard Eitel, war.
Am 24. Januar 2022 schoss ein Student in einem Hörsaal im Campus „Im Neuenheimer Feld“ um sich und tötete sich anschließend selbst. Mehrere Personen wurden bei der Tat teils schwer verletzt, eine Studentin erlag später ihren Verletzungen.
Der StuRA der Universität Heidelberg entschied sich im Juni 2023 dafür, den Vertrag über das Semesterticket zum Beginn des Wintersemesters zu kündigen.

## Räumliche Situation

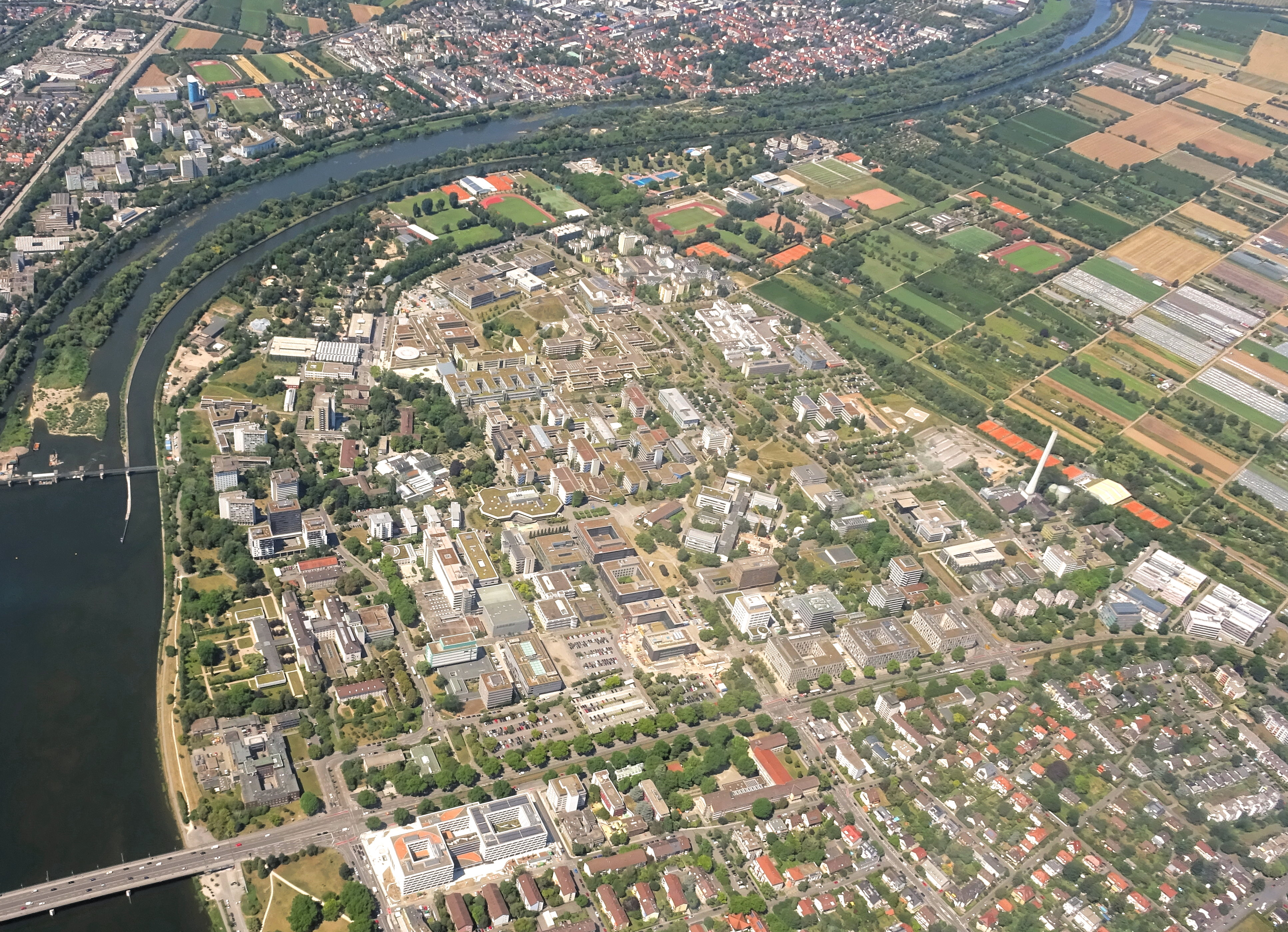
Luftbild des Universitätscampus „Neuenheimer Feld“ (2020)

Heute ist die Universität räumlich geteilt: Die Naturwissenschaften, Sportwissenschaft und die meisten Teile der Medizin befinden sich im Neuenheimer Feld, das Gros der Geisteswissenschaften sowie die Rechtswissenschaften befinden sich in der Heidelberger Altstadt, ebenso wie das Rektorat und die Universitätsverwaltung. Die Wirtschafts- und Sozialwissenschaften befinden sich seit dem Frühjahr 2009 auf dem neugegründeten Campus Bergheim. Dort bezog auch das CATS (Centre for Asian and Transcultural Studies) im April 2019 renovierte, ehemals zum Universitätsklinikum gehörende Gebäude.
Hinzu kommen diverse Liegenschaften der Universität im Stadtgebiet und der näheren Umgebung (unter anderem über zehn Gebäude der Fakultät für Physik und Astronomie am Philosophenweg). Das Rektorat und das Universitätsmuseum sind in der Alten Universität untergebracht.
Aus dem zweiten Konjunkturpaket des Bundes werden für Sanierungen und Neubauten rund 50 Millionen Euro zur Verfügung gestellt.

## Akademische Reputation

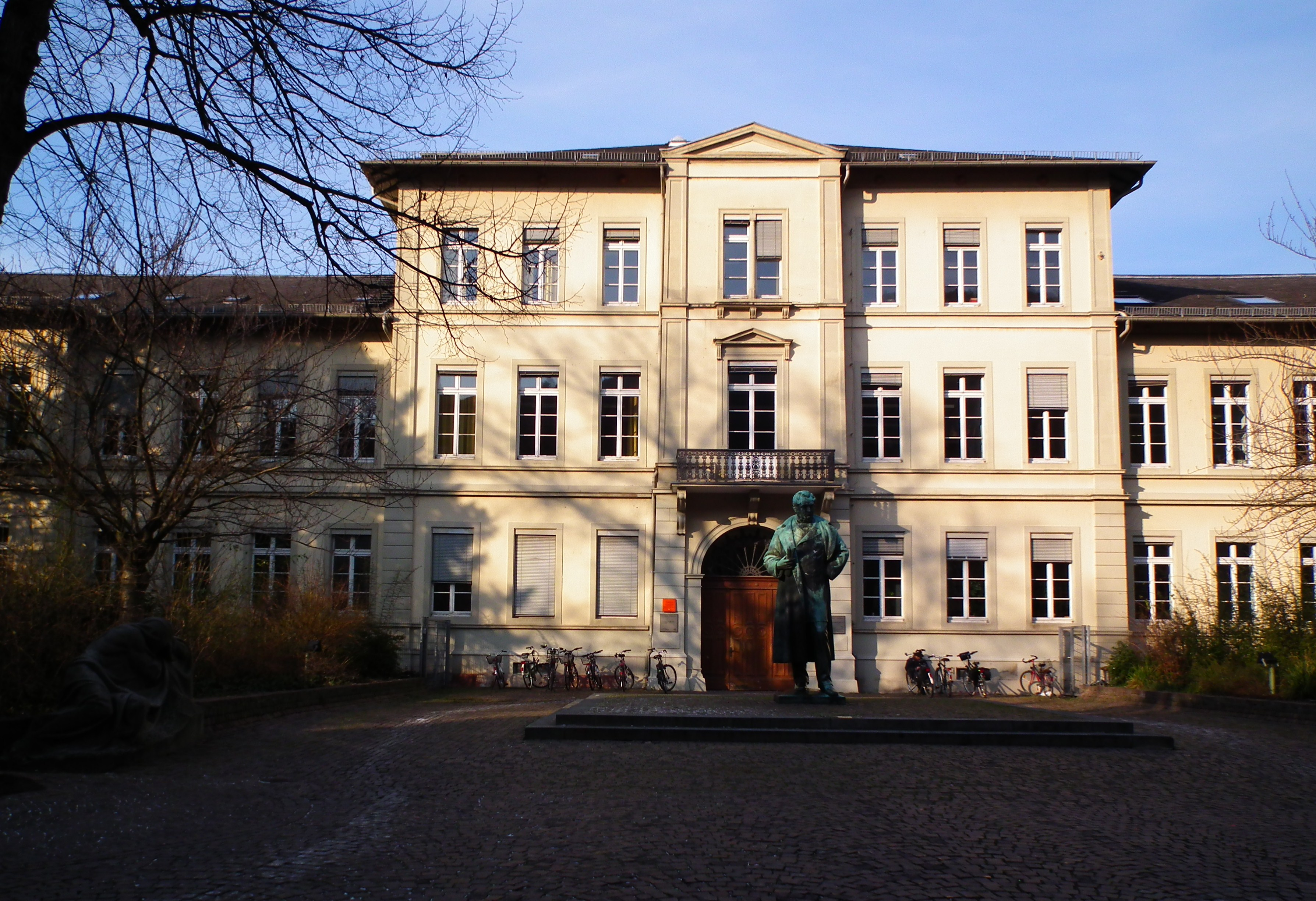
Der Friedrichsbau an der Hauptstraße (Altstadt) mit dem Denkmal für Robert W. Bunsen (2012)

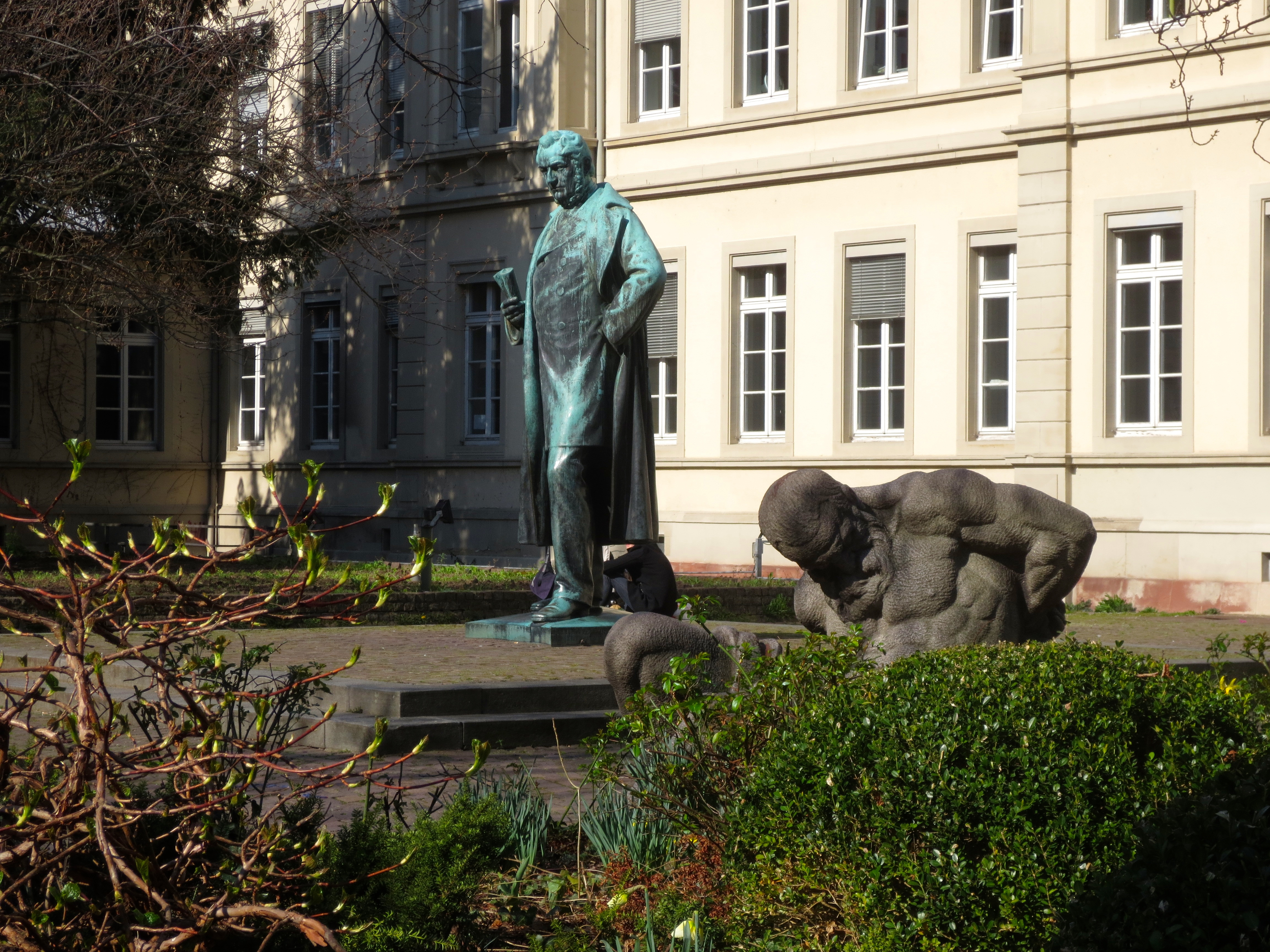
Heidelberg-Altstadt, Universität Heidelberg, Bunsen-Denkmal vor dem Friedrichsbau (2014)

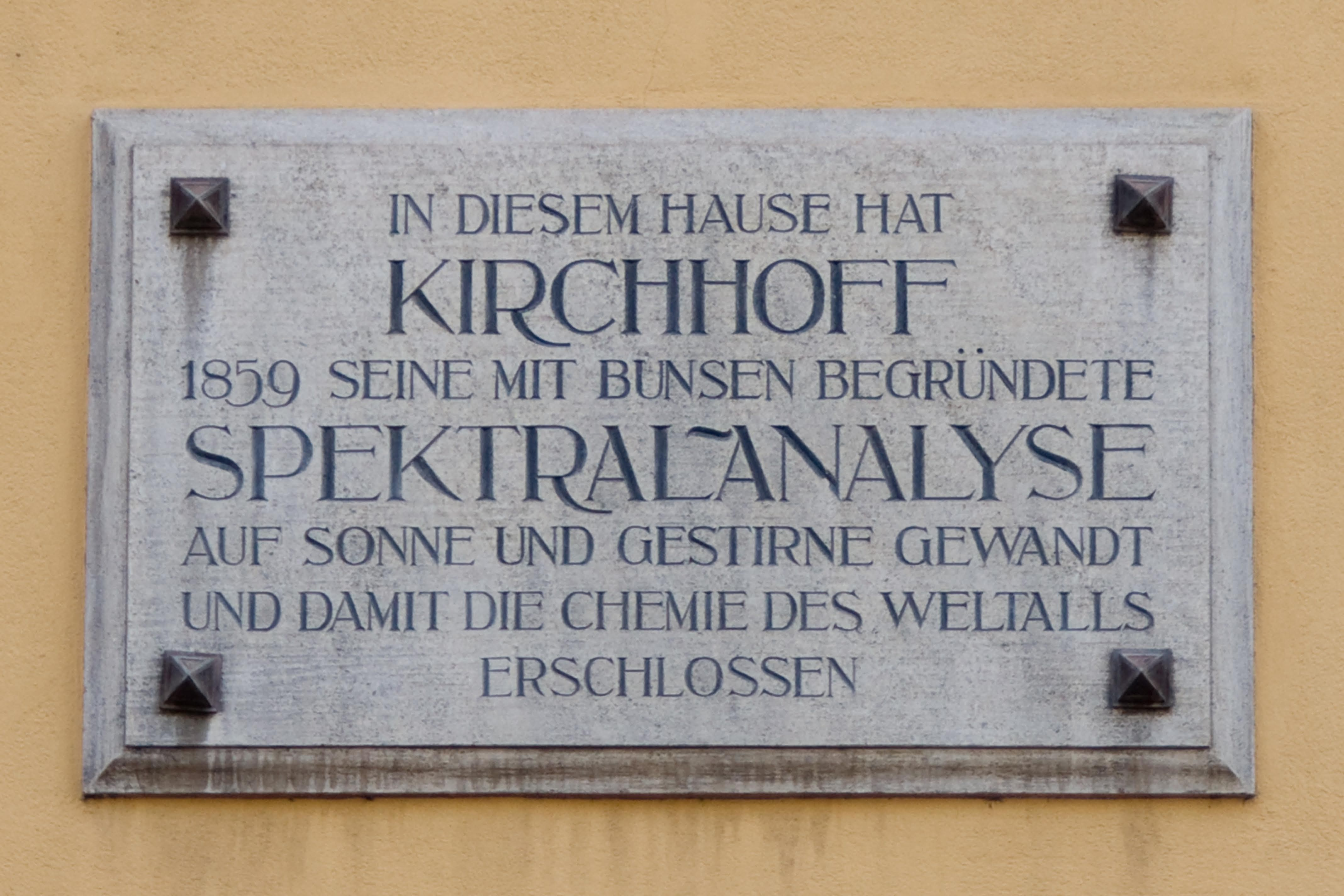
Gedenktafel zur Spektralanalyse von Gustav Kirchhoff, Hauptstraße 52, Haus zum Riesen (2009)

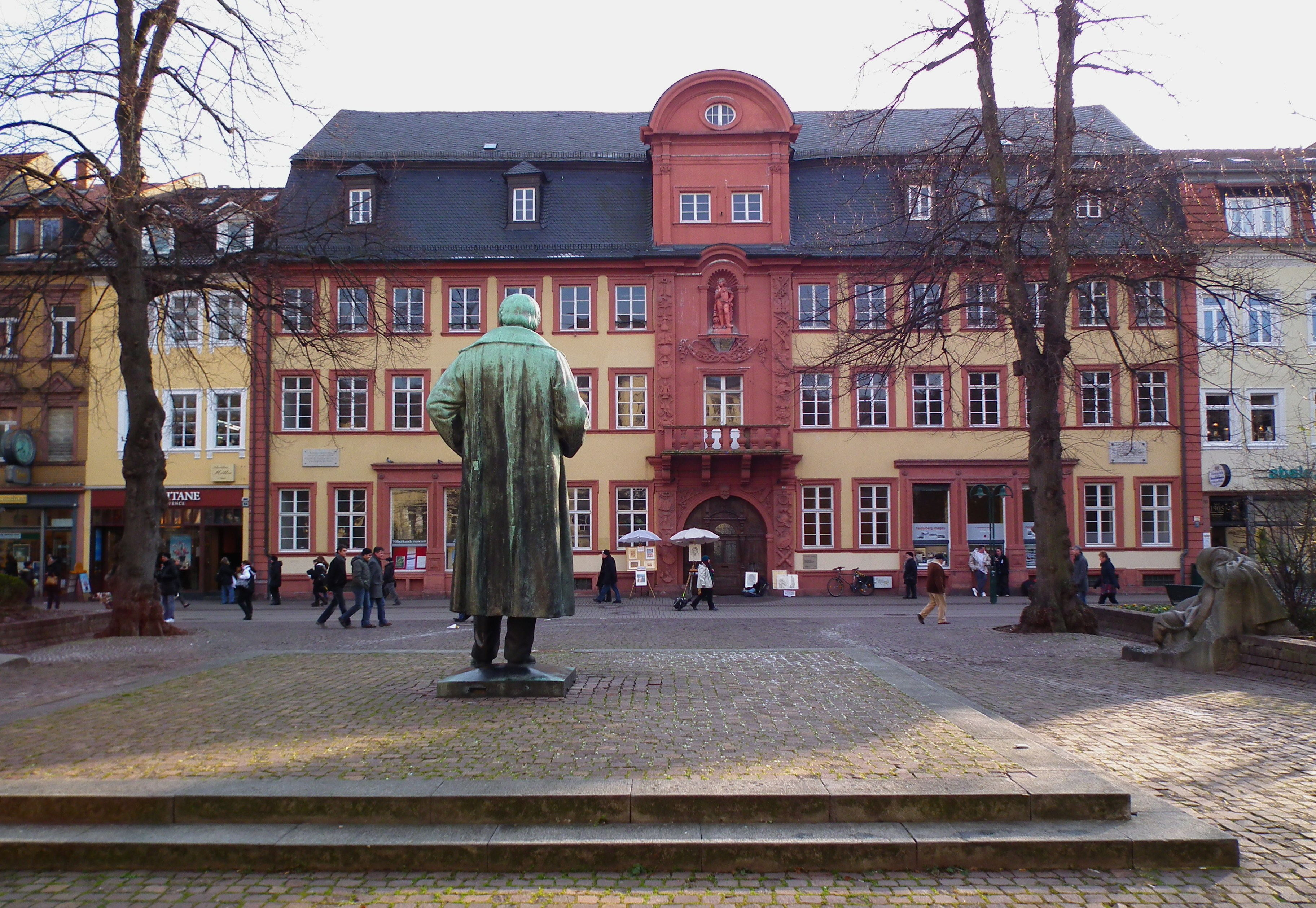
Das Palais Haus zum Riesen war um 1907 unter der Leitung von Wilhelm Salomon-Calvi, der Sitz des Geologisch-Paläontologischen Institutes der Universität Heidelberg, hier erforschte Otto Schoetensack die geborgenen Fossilienfunde und auch den Unterkiefer von Mauer. (2012)

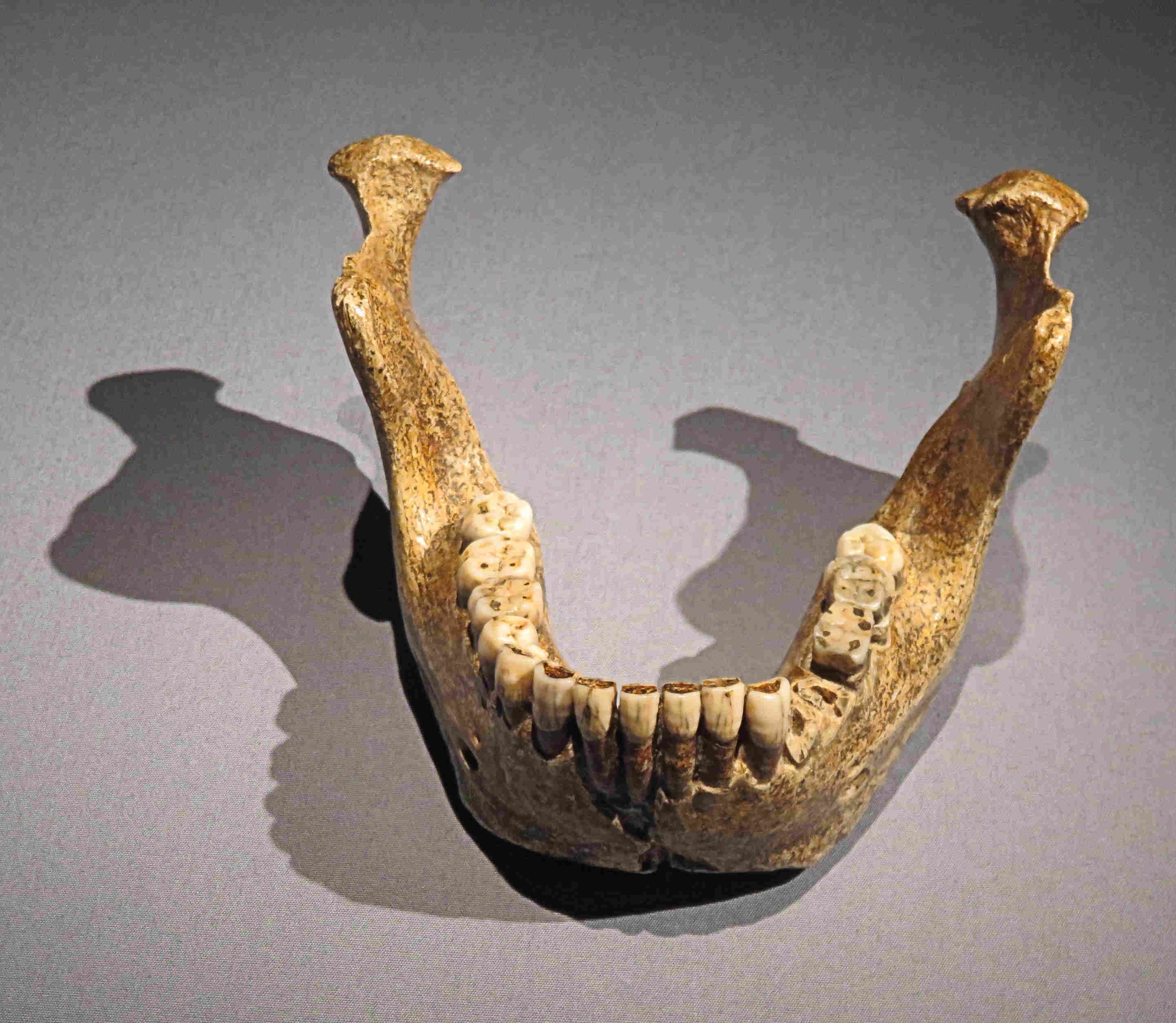
Der Unterkiefer von Mauer, Holotypus von Homo heidelbergensis, der von Daniel Hartmann in den Sandgruben von Mauer gefunden wurde (Original) (2015)

- Im US-amerikanischen Global Universities Ranking des U.S. News & World Report aus dem Jahr 2016 rangierte Heidelberg national auf dem ersten Platz sowie international auf Platz 37.[53]
- Im chinesischen Academic Ranking of World Universities der Jiaotong-Universität Shanghai aus dem Jahr 2015 rangierte Heidelberg national auf dem ersten Platz sowie international auf Platz 46.[54]
- Im britischen QS World University Rankings aus dem Jahr 2015 rangierte Heidelberg national auf dem zweiten Platz sowie international auf Platz 66. Innerhalb der Fachbereiche rangiert Heidelberg international auf Platz 29 in den Lebenswissenschaften und der Medizin, auf Platz 36 in den Geisteswissenschaften, auf Platz 144 in den Sozialwissenschaften sowie auf Platz 214 im technischen Fachbereich.[55]
- Im britischen Times Higher Education World University Ranking aus dem Jahr 2025 rangierte Heidelberg national auf dem dritten Platz sowie international auf Platz 47.[56]
- In dem Ranking of Scientific Impact of Leading European Research Universities, das 2004 von der Europäischen Kommission herausgegeben wurde, belegte Heidelberg den vierten Platz in Deutschland und Platz 9 in Europa.[57][58]
- Das im Dezember 2007 erschienene CHE-ExcellenceRanking, das europäische Masterstudiengänge und Doktorandenkollegs in Biologie, Chemie, Mathematik und Physik vergleicht, sieht Heidelberg in der Exzellenzgruppe in Chemie und Physik und in der Spitzengruppe in Biologie und Mathematik. Damit nimmt Heidelberg hinter der TU München den zweiten Platz in Deutschland ein, gemeinsam mit der LMU München, und teilt sich gesamteuropäisch den neunten Platz mit einigen anderen namhaften europäischen Universitäten.
- Eine Studie, die 2007 von der Eötvös-Loránd-Universität in Budapest durchgeführt wurde und die sich auf eine weltweite Umfrage unter Gutachtern wissenschaftlicher Fachzeitschriften stützt, sieht Heidelberg als Nummer eins in Deutschland und auf Platz 12 in Europa.[59]
- Gemessen an der Anzahl der Nobelpreise, die an Wissenschaftler der Universität verliehen wurden, belegt Heidelberg in Europa Platz 4 und weltweit Platz 13.[60]
- In der britischen Tageszeitung Times bezeichnete man 2005 die Universität Heidelberg als „die älteste und bedeutendste im Lande von Luther und Einstein“ und als „das Juwel deutscher Gelehrsamkeit“.[61]
- Die US-amerikanische Zeitung The New York Times platzierte die Universität Heidelberg im Oktober 2012 weltweit auf Rang 12 hinsichtlich Employability. Das Ranking basierte auf einer Umfrage unter Personalern und Managern führender internationaler Unternehmen aus zwanzig Ländern.[62]

## Fakultäten

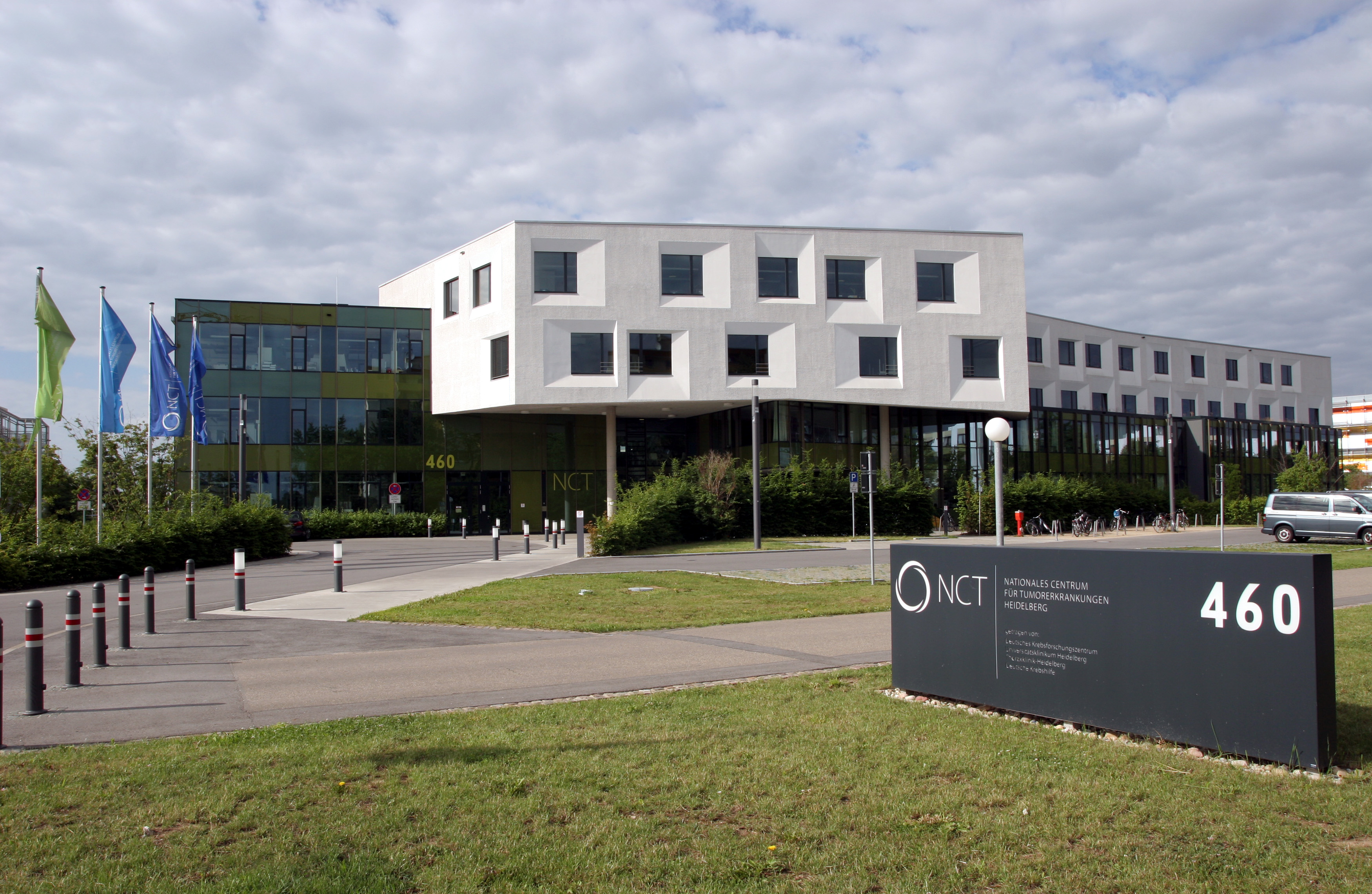
Nationales Centrum für Tumorerkrankungen Heidelberg (2012)

Es gibt dreizehn Fakultäten. Schwerpunkt der Studienfächer sind Geistes- und Naturwissenschaften.
- Theologische Fakultät (Studienfach ist Evangelische Theologie) mit dem diakoniewissenschaftlichen Institut
- Juristische Fakultät
- Philosophische Fakultät
- Neuphilologische Fakultät
- Fakultät für Wirtschafts- und Sozialwissenschaften
- Fakultät für Verhaltens- und Empirische Kulturwissenschaften
- Fakultät für Mathematik und Informatik
- Fakultät für Physik und Astronomie
- Fakultät für Chemie und Geowissenschaften
- Fakultät für Biowissenschaften
- Fakultät für Ingenieurwissenschaften[63]
- Medizinische Fakultät Heidelberg (mit Universitätsklinikum Heidelberg)
- Medizinische Fakultät Mannheim

## Studiengänge
Zu den größten zulassungsbeschränkten Studiengängen – bezogen auf die Studienplätze pro Jahr – gehören die Studiengänge Rechtswissenschaft (386) und Medizin (320), die Bachelorstudiengänge Biowissenschaften (151) und Psychologie (90) sowie der Masterstudiengang Molecular Biosciences (130).

## Bibliotheken

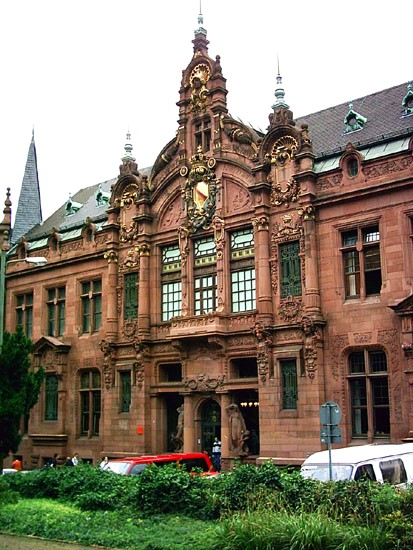
Haupteingang der Universitätsbibliothek Heidelberg (2005)

Der Ursprung der heutigen Universitätsbibliothek Heidelberg geht in das Jahr der Gründung der Universität 1386 zurück. In deren Umfeld waren die Bibliotheken der Artistenfakultät und der drei höheren Fakultäten (Theologie, Jura, Medizin) sowie die Stiftsbibliothek entstanden. Grundlegend war unter anderem die Anschaffung einer Urkunden-Kiste durch den ersten Rektor, Marsilius von Inghen, 1388. Diese Kiste wurde in der Heiliggeistkirche untergebracht. Die verschiedenen seit der Gründung der Universität aufgebauten Büchersammlungen sowie die kurfürstliche Bibliothek des Heidelberger Schlosses wurden im 16. Jahrhundert vom Kurfürsten Ottheinrich zur Bibliotheca Palatina vereinigt und auf den Emporen der Heiliggeistkirche öffentlich zugänglich gemacht. Besonders wichtig waren vererbte Bestände der Familie Fugger. Der größte Teil dieser seinerzeit berühmten Bibliothek wurde 1622 im Dreißigjährigen Krieg als Kriegsbeute an den Vatikan in Rom verschenkt. Damit war wissenschaftliches Arbeiten zunächst stark erschwert.
Die Bibliotheken der 1804 säkularisierten Klöster Salem und Petershausen bildeten den Grundstock des Wiederaufbaus im 19. Jahrhundert. Im Jahr 1816 kamen 847 deutschsprachige Handschriften der Bibliotheca Palatina wieder zurück nach Heidelberg. Ihnen folgte im Rahmen eines Tauschgeschäftes 1888 der Codex Manesse (Große Heidelberger Liederhandschrift), der über Umwege in die Königliche Bibliothek in Paris gelangt war. Karl Zangemeister (1837–1902) wurde der erste hauptberufliche Leiter der Universitätsbibliothek. Jacob Wille wurde 1912 Bibliotheksdirektor.

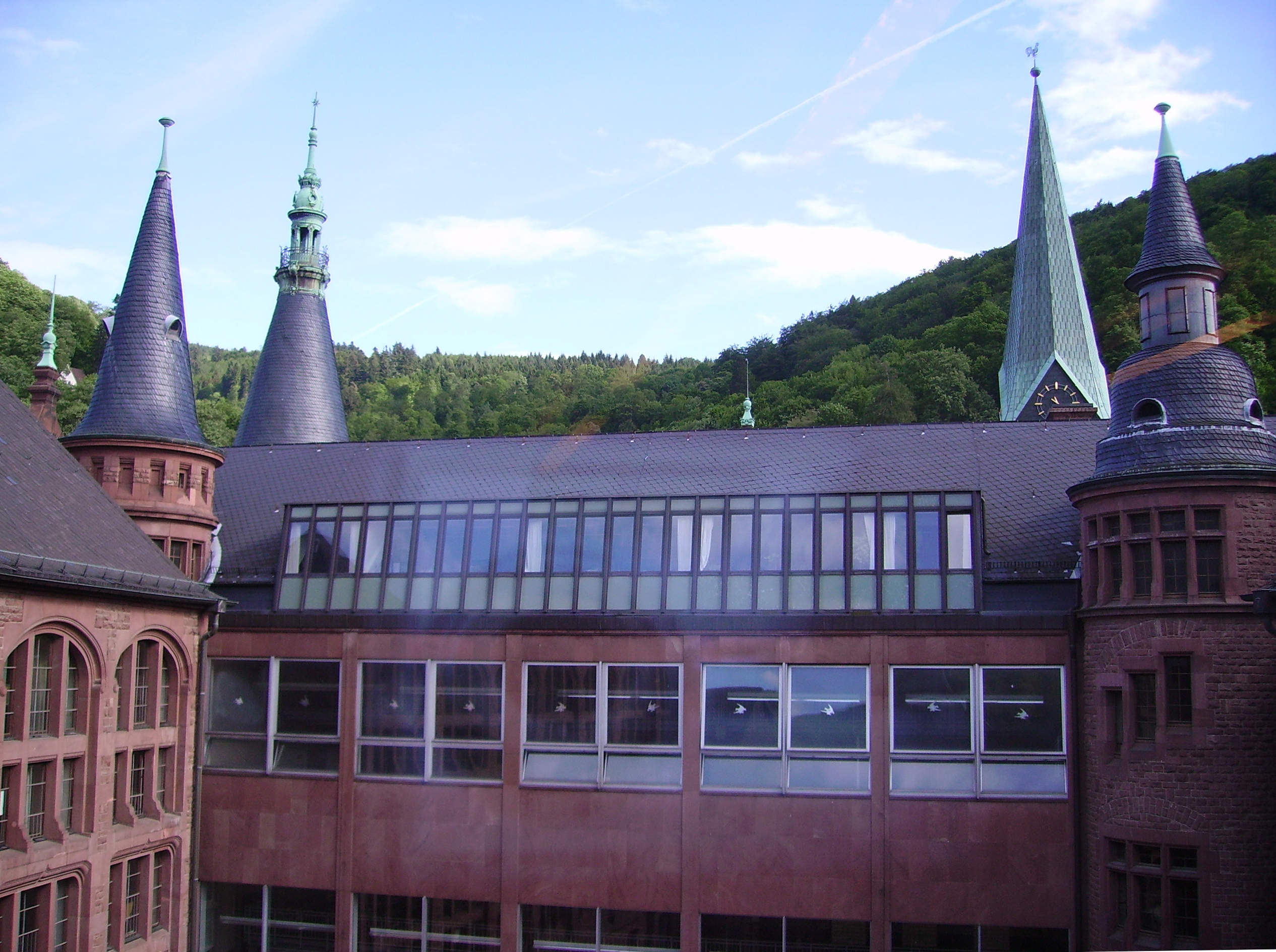
Universitätsbibliothek Heidelberg (2006)

Von 1901 bis 1905 wurde nach Entwürfen von Josef Durm aus rotem Sandstein reich ornamentiert ein vierflügeliges Gebäude speziell für die Universitätsbibliothek errichtet, das sich gegenüber der Peterskirche befindet, wo heute die Veranstaltungsreihe Akademische Mittagspause der Universität Heidelberg stattfindet. Seine Bauart nimmt den Renaissance-Stil des Schlosses auf und weist auch zahlreiche Einflüsse des Jugendstils auf. Dieses Gebäude wurde vielfach erweitert. Zusätzlich zur Hauptbibliothek in der Altstadt wurde 1978 eine Zweigstelle der UB im Neuenheimer Feld eröffnet. Diese versorgt die dortigen naturwissenschaftlichen und medizinischen Institute sowie das Universitätsklinikum. Im Jahr 1991 wurde das Tiefenmagazin unter dem Innenhof der Neuen Universität fertig gestellt. Im Jahr 2015 erfolgte die Eröffnung eines neuen Lesesaals im angrenzenden Triplex-Gebäude.
Die Universitätsbibliothek (Hauptbibliothek Altstadt und Zweigstelle im Neuenheimer Feld) ist die Zentralbibliothek im Bibliothekssystem der Universität Heidelberg. Die Universitätsbibliothek und die 38 dezentralen (Fach-)Bibliotheken bilden ein einheitliches Bibliothekssystem unter Leitung des Direktors der Universitätsbibliothek. Das Bibliothekssystem ist nach dem Prinzip der funktionalen Einschichtigkeit strukturiert.
Neben den üblichen Aufgaben einer Büchersammlung für Forschung und Lehre der angeschlossenen Fakultäten hat die UB folgende besondere Sammelgebiete: Schrifttum über die Kurpfalz und Baden, die Fachinformationsdienste der Deutschen Forschungsgemeinschaft Ägyptologie, Klassische Archäologie, Mittlere und Neuere Kunstgeschichte (bis 1945), Südasien. Ein weiterer Schwerpunkt der Arbeit der Universitätsbibliothek liegt auf dem Ausbau von Publikationsdiensten. Der Heidelberger Dokumentenserver heiDOK ist eine Open-Access-Plattform für die Angehörigen der Universität. Mit heidICON betreibt die Universitätsbibliothek eine zentrale Objekt- und Multimediadatenbank für die Universität Heidelberg. In der Universitätsbibliographie heiBIB werden alle wissenschaftlichen Veröffentlichungen der Mitglieder der Universität Heidelberg verzeichnet. 2015 gründete die Universität Heidelberg den Verlag Heidelberg University Publishing – heiUP, der an der Universitätsbibliothek angesiedelt ist.
Die Bestände der Universitätsbibliothek überschritten 1934 die Millionengrenze; heute sind es rund 3,2 Millionen Bände. In den dezentralen Bibliotheken (davon 11 Bibliotheken mit über 100.000 Bänden) stehen weitere 3 Mio. Bände. Insgesamt umfasst der Gesamtbestand des Heidelberger Bibliothekssystems rund 6,2 Mio. Medieneinheiten. Das konventionelle Bücherangebot wird durch zahlreiche elektronische Serviceleistungen ergänzt: rund 152.000 Elektronische Zeitschriften, 3.800 Datenbanken und rund 850.000 E-Books (Zahlen von 2023) können von Universitätsangehörigen elektronisch genutzt werden.

## Wissenschaftliche Einrichtungen (Auswahl)
- Centre for Organismal Studies Heidelberg
- Centrum für soziale Investitionen und Innovationen (CSI)
- Heidelberg Center for American Studies (HCA)
- Interdisziplinäres Zentrum für wissenschaftliches Rechnen (IWR)
- Institut für Pharmazie und Molekulare Biotechnologie (IPMB)
- Marsilius-Kolleg – Interdisziplinäres Zentrum für Grundlagenforschung / Center for Advanced Study (MK)
- Südasien-Institut (SAI, seit 1962)
- Netzwerk Alternsforschung (NAR)
- Zentrum für Astronomie der Universität Heidelberg (ZAH)
- Zentrum für Molekulare Biologie Heidelberg (ZMBH)

### Sonderforschungsbereiche der DFG (Sprecheruniversität Heidelberg)
Die Universität Heidelberg ist Sprecher für zahlreiche Sonderforschungsbereiche der DFG:
laufend
- SFB 1118 – Reaktive Metabolite als Ursache diabetischer Folgeschäden (seit 2014)
- SFB 1129 – Integrative Analyse der Replikation und Ausbreitung pathogener Erreger (seit 2014)
- SFB 1158 – Von der Nozizeption zum chronischen Schmerz: Struktur-Funktions-Merkmale neuraler Bahnen und deren Reorganisation (seit 2015)
- SFB 1225 – Isolierte Quantensysteme und Universalität unter extremen Bedingungen (seit 2016)
- SFB 1249 – N-Heteropolyzyklen als Funktionsmaterialien (seit 2017)
- SFB 1324 – Mechanismen und Funktionen des Wnt-Signalwegs (seit 2017)
- SFB 1366 – Vaskuläre Kontrolle der Organfunktion (seit 2019)
- SFB 1389 – Überwindung der Therapieresistenz von Glioblastomen (seit 2019)
- SFB 1550 – Molekulare Schaltkreise von Herzerkrankungen (seit 2022)
- SFB 1638 – Umbau zellulärer Membranen: Wie Formveränderung Funktion erzeugt (seit 2024)
- SFB 1671 – Heimat(en): Phänomene, Praktiken, Darstellungen (seit 2024)

beendet
- SFB 636 – Lernen, Gedächtnis und Plastizität des Gehirns (2004–2015)
- SFB 638 – Dynamik makromolekularer Komplexe im biosynthetischen Transport (2004–2015)
- SFB 873 – Selbsterneuerung und Differenzierung von Stammzellen (2010–2022)
- SFB 881 – Das Milchstraßensystem (2011–2022)
- SFB 933 – Materiale Textkulturen. Materialität und Präsenz des Geschriebenen in non-typographischen Gesellschaften (2011–2023)
- SFB 938 – Milieuspezifische Kontrolle immunologischer Reaktivität (2011–2015)
- SFB 1036 – Zelluläre Qualitätskontrolle und Schadensbegrenzung (2012–2021)
- SFB 1134 – Funktionelle ‚Ensembles‘: Integration von Zellen, Genese von Aktivitätsmustern und Plastizität von Gruppen ko-aktiver Neuronen in lokalen Netzwerken (2015–2019)

### Sonderforschungsbereiche/Transregios der DFG (Sprecher in Heidelberg)
- SFB/TR 23 – Vaskuläre Differenzierung und Remodellierung
- SFB/TR 33 – The Dark Universe
- SFB/TR 79 – Werkstoffe für die Geweberegeneration im systemisch erkrankten Knochen
- SFB/TR 83 – Molekulare Architektur und zelluläre Funktionen von Lipid/Protein-Komplexen
- SFB/TR 125 – Cognition-Guided Surgery – Wissens- und modellbasierte Chirurgie
- SFB/TR 156 – Die Haut als Sensor und Initiator von lokalen und systemischen Immunreaktionen
- SFB/TR 179 – Determinanten und Dynamik der Elimination versus Persistenz bei Hepatitis-Virus-Infektionen

### Exzellenzcluster
laufend
- EXC 2082 – 3D Matter Made to Order (seit 2019)
- EXC 2181 – STRUCTURES

beendet
- EXC 81 – Zelluläre Netzwerke: Von der Analyse molekularer Mechanismen zum quantitativen Verständnis komplexer Funktionen (2006–2019)
- EXC 270 – Asien und Europa im globalen Kontext: Die Dynamik der Transkulturalität (2007–2019)

## Sammlungen und Museen

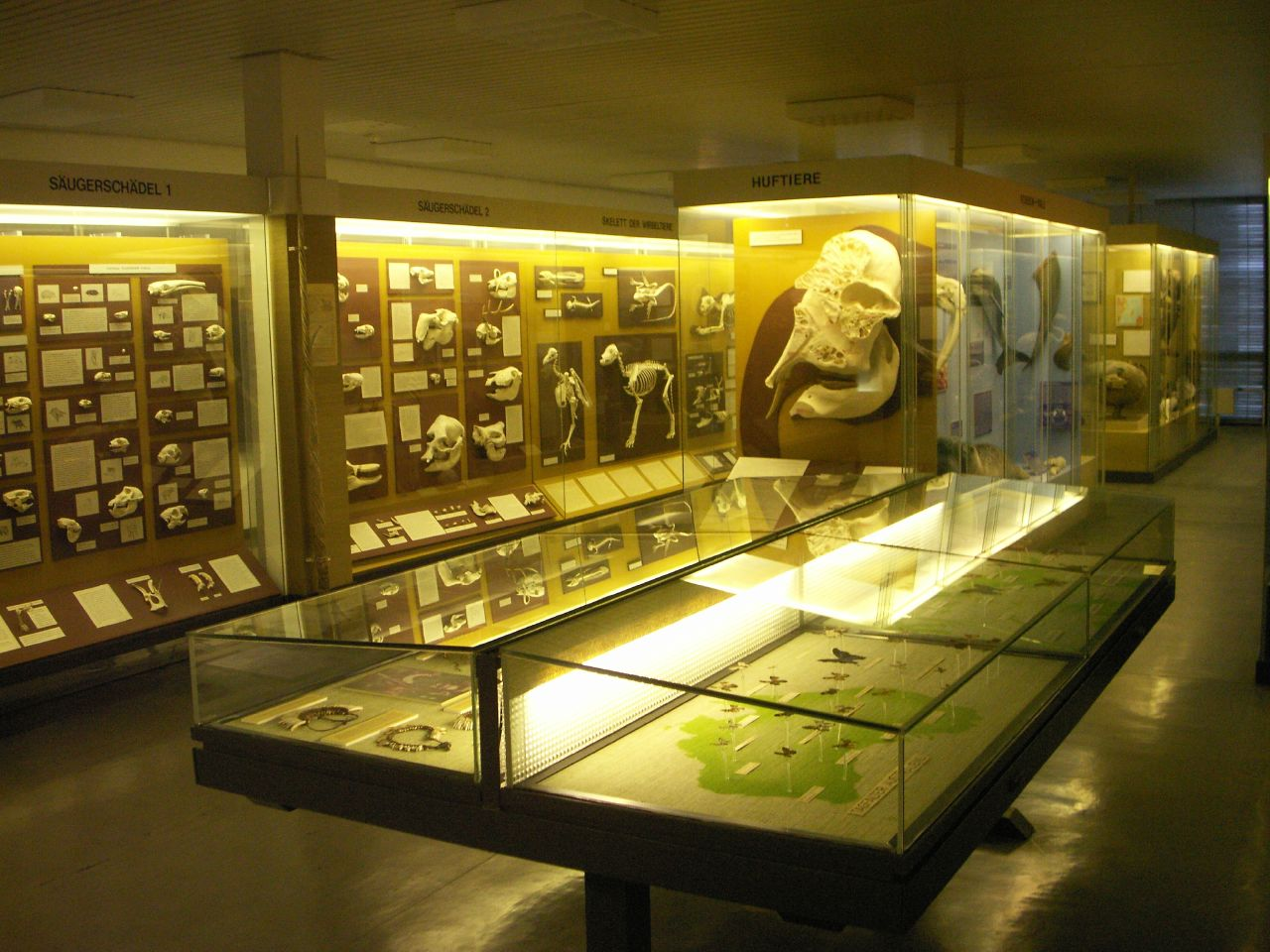
Zoologische Sammlung am Zoologischen Institut im Neuenheimer Feld 230 (2006)

- Universitätsmuseum der Universität Heidelberg
- Sammlung des Ägyptologischen Instituts
- Anatomische Sammlung
- Antikensammlung der Universität Heidelberg des Instituts für Klassische Archäologie und Byzantinische Archäologie
- Fotothek des Instituts für Europäische Kunstgeschichte
- Botanischer Garten der Universität Heidelberg
- Museum für Geowissenschaften – auch zur Paläontologie und Fossilienkunde.
- Kartensammlung des Geographischen Instituts – auch Ausleihe oder Digitalisation von Kartenmaterial.
- Landessternwarte Heidelberg-Königstuhl – Führungen.
- Sammlung des Instituts für Pathologie des Universitätsklinikum Heidelberg
- Gustav Robert Kirchhoff – Dauerausstellung – Kirchhoff Institut für Physik.
- Sammlung physikalischer Instrumente – Lehrsammlung historischer Instrumente.
- Sammlung Prinzhorn – Sammlung zu Kunst und Psychiatrie und zur Arbeit Heinz Prinzhorns.
- Museum des Deutschen Tuberkulose-Archivs
- Universitätsarchiv
- Ausstellungen in der Universitätsbibliothek Heidelberg.
- Uruk-Warka-Sammlung – Leihgabe des Deutschen Archäologischen Instituts an die Uni Heidelberg mit 5000 Exponaten aus dem südmesopotamischen Uruk.
- Zoologische Sammlung

## Digital Humanities an der Universität Heidelberg
- Übersicht der DH-Projekte der Universität Heidelberg Digital Humanities Heidelberg. Projekte – Service – Veranstaltungen
- Exzellenzcluster „Asien und Europa im globalen Kontext“ – Nachwuchsforschergruppe Digital Humanities (mit Fokus auf „Archaeological Information Systems“ und “Digital Cultural heritage”)
- Exzellenzinitiative, Field of Focus 3 „Cultural Dynamics in Globalised Worlds“ (starker Schwerpunkt auf Digital Humanities)
- Heidelberg Center for Cultural Heritage (HCCH) (starker Anteil an Digital Humanities Projekten)
- Heidelberg Center for Digital Humanities (HCDH) (mit den Schwerpunkten auf Digital Heritage, Digital Linguistics und Digitalität)
- Interdisciplinary Center for Scientific Computing (IWR) (auch Entwicklung von messdatenbasierten 3D-Modellen von Schriftträgern, zum Beispiel GigaMesh Software Framework für die digitale Analyse von Keilschrifttafeln und anderen archäologischen Objekten[67])
- Interdisziplinäres Forum digitaler Textwissenschaften – Junior Research Infrastructure (InFoDiTex)
- SFB 933 „Materiale Textkulturen“ – zentrales Projekt für Informationsmanagement und Informationsstruktur (mit Liste der Digital-Humanities-Projekte)
- UB Heidelberg – Heidelberger historische Bestände digital
- UB Heidelberg – heidICON (Heidelberger Bild- und Multimediadatenbank)
- Universitätsrechenzentrum Heidelberg – heiMAP (Virtueller Kartentisch, auch für historische Forschungsfragen)
- Promotionskolleg „Digitales Recht“

## Einrichtungen im Umfeld der Universität

### Einrichtungen in Deutschland

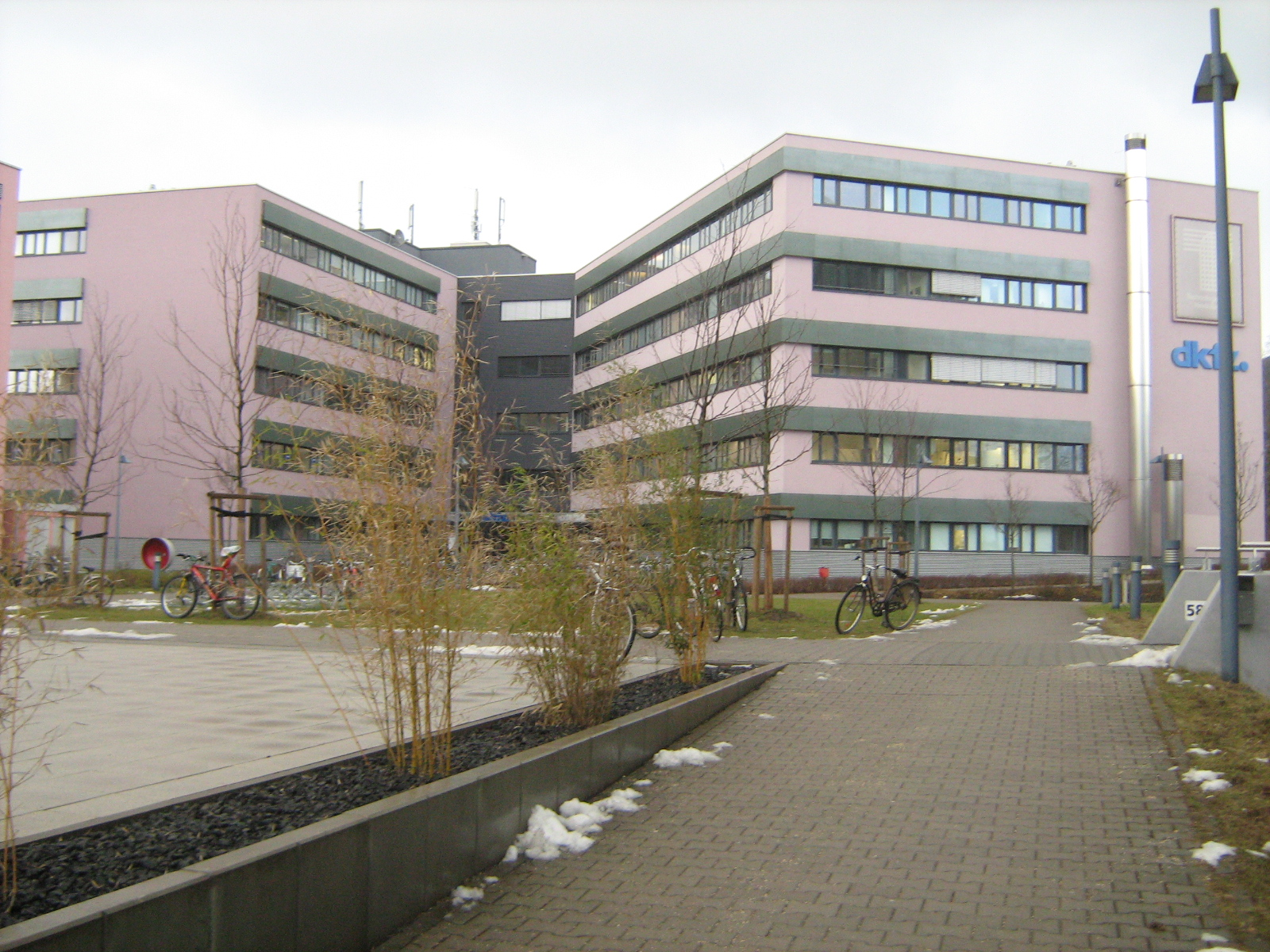
Hauptgebäude des Technologieparks Heidelberg; wird auch vom Deutschen Krebsforschungszentrum genutzt (2008)

- Max-Planck-Institut für Astronomie
- Max-Planck-Institut für Kernphysik
- Max-Planck-Institut für medizinische Forschung
- Max-Planck-Institut für ausländisches öffentliches Recht und Völkerrecht
- Heidelberger Institut für Internationale Konfliktforschung (HIIK)
- Europäisches Laboratorium für Molekularbiologie (EMBL)
- Deutsches Krebsforschungszentrum (DKFZ)
- Heidelberger Akademie der Wissenschaften
- Nationales Centrum für Tumorerkrankungen (NCT)

### Einrichtungen im Ausland
Die Universität Heidelberg hat im Jahre 2001 ein Zentrum für Lateinamerika in Santiago de Chile gegründet. Die Aufgabe des Zentrums besteht darin, Masterstudiengänge zusammen mit lateinamerikanischen Universitäten zu organisieren, zu verwalten und zu fördern. In Chile verfügt die Universität Heidelberg über Partnerschaften mit den beiden bedeutendsten Universitäten im Land, der Universidad Católica de Chile und der Universidad de Chile. Des Weiteren bestehen Partnerschaften mit Hochschulen in anderen lateinamerikanischen Ländern wie Mexiko, Paraguay, Brasilien und Kolumbien. Das Heidelberg Center bietet durch die Koordinierung der Aktivitäten der Universität Heidelberg in Lateinamerika deutschen und lateinamerikanischen Universitäten eine Plattform für wissenschaftliche Zusammenarbeit. Das Zentrum befindet sich in einer Villa im Stadtteil Providencia.

### Stiftung
Die gemeinnützige Stiftung Universität Heidelberg wurde 1984 zum 600. Jubiläum der Ruperto Carola als Stiftung des bürgerlichen Rechts gegründet. Sie vergibt Preise an junge Nachwuchswissenschaftler und fördert Maßnahmen, die Bedingungen für einen regen wissenschaftlichen Austausch der Universitätsmitglieder untereinander und mit Gästen ausländischer Hochschulen optimieren. Mit dem Ruprecht-Karls-Preis motiviert sie junge Wissenschaftler, ihre akademische Laufbahn fortzusetzen.

## Sport
Die Universität bietet ein breites Hochschulsportangebot an, zu welchem weit über 100 verschiedene Kurse gehören, darunter 8 verschiedene Kampfsportarten. Die Teilnahme ist für Studierende zum größten Teil kostenfrei.
Das Basketball-Team der Universität, der USC Heidelberg, spielt aktuell in der 1. Basketball Bundesliga. Zudem gibt es Universitäts-Mannschaften im Softball, Rugby, Rudern und Volleyball.

## Persönlichkeiten
Mit der Universität ist eine Reihe von namhaften Persönlichkeiten verbunden, die an ihr studiert, geforscht oder gelehrt haben.
Eine Liste dieser Personen findet sich unter Liste bekannter Persönlichkeiten der Ruprecht-Karls-Universität Heidelberg.

## Filme
- Vom lebendigen Geist zum Geist der Moderne. Eine Geschichte der Universität Heidelberg. Dokumentarfilm, Deutschland 1996, 43:55 Min., Buch und Regie: Mario Damolin und Bernhard Kilian, Produktion: Damolin & Kilian Filmproduktion, SDR – Studio Mannheim, Erstsendung: 1. September 1996 bei Südwest 3, Film-Daten in der Deutschen Digitalen Bibliothek.